# ATP Challenger Series 2008
L'ATP Challenger Series è il secondo livello di tornei per professionisti organizzata dall'ATP. Il circuito prevede tornei con un montepremi che può variare da 25.000 a 150.000 dollari.

## Calendario
La tabella sottostante mostra il calendario 2008.

### Gennaio
| Settimana        | Torneo                                                                                                  | Vincitore                                          | Finalista                           | Semifinalisti                      | Eliminati ai quarti                                                             |
| ---------------- | --- | -------------------------------------------------- | ----------------------------------- | ---------------------------------- | ------------------------------------------------------------------------------- |
| 31 dicembre 2007 | Internationaux de Nouvelle-Calédonie 2008 Nouméa, Nuova Caledonia Cemento $75 000+H Singolare - Doppio  | Flavio Cipolla 6–4, 7–5                            | Stéphane Bohli                      | David Guez Jean-René Lisnard       | Denis Istomin Josselin Ouanna Agostoin Gensse Kevin Anderson                    |
| 31 dicembre 2007 | Internationaux de Nouvelle-Calédonie 2008 Nouméa, Nuova Caledonia Cemento $75 000+H Singolare - Doppio  | Flavio Cipolla Simone Vagnozzi 6–4, 6–4            | Jan Mertl Martin Slanar             | David Guez Jean-René Lisnard       | Denis Istomin Josselin Ouanna Agostoin Gensse Kevin Anderson                    |
| 31 dicembre 2007 | Prime Cup Aberto de São Paulo 2008 San Paolo, Brasile Cemento $100 000+H Singolare - Doppio             | Thyago Alves 6–4, 3–6, 7–5                         | Carlos Berlocq                      | Marcos Daniel Juan Pablo Brzezicki | Thomaz Bellucci Vasilīs Mazarakīs Eric Gomes Franco Ferreiro                    |
| 31 dicembre 2007 | Prime Cup Aberto de São Paulo 2008 San Paolo, Brasile Cemento $100 000+H Singolare - Doppio             | Jamie Delgado Bruno Soares 6–1, 6–3                | Brian Dabul Horacio Zeballos        | Marcos Daniel Juan Pablo Brzezicki | Thomaz Bellucci Vasilīs Mazarakīs Eric Gomes Franco Ferreiro                    |
| 14 gennaio       | La Serena Open 2008 La Serena, Cile Terra rossa $50 000 Singolare - Doppio                              | Rubén Ramírez Hidalgo 6–3, 6–1                     | David Marrero                       | Eduardo Schwank Vasilīs Mazarakīs  | Juan M. Aranguren Gabriel Trujillo Soler J. A. Sánchez de Luna Nicolás Lapentti |
| 14 gennaio       | La Serena Open 2008 La Serena, Cile Terra rossa $50 000 Singolare - Doppio                              | Nicolás Lapentti Eduardo Schwank 6–4, 6–0          | Sebastián Decoud Cristian Villagrán | Eduardo Schwank Vasilīs Mazarakīs  | Juan M. Aranguren Gabriel Trujillo Soler J. A. Sánchez de Luna Nicolás Lapentti |
| 14 gennaio       | Miami Challenger 2008 Miami, Stati Uniti Terra verde $50 000+H Singolare - Doppio                       | Éric Prodon 6–4, 6–4                               | Adrian Menéndez                     | Ricardo Mello Kei Nishikori        | Pablo Andújar Leonardo Mayer Carlos Salamanca Ramón Delgado                     |
| 14 gennaio       | Miami Challenger 2008 Miami, Stati Uniti Terra verde $50 000+H Singolare - Doppio                       | Ilija Bozoljac Dušan Vemić 7–5, 6–4                | Jean-Julien Rojer Marcio Torres     | Ricardo Mello Kei Nishikori        | Pablo Andújar Leonardo Mayer Carlos Salamanca Ramón Delgado                     |
| 21 gennaio       | Intersport Heilbronn Open 2008 Heilbronn, Germania Cemento indoor $100 000+H Singolare - Doppio         | Andrej Golubev 2–6, 6–1, 3-1 rit.                  | Philipp Petzschner                  | Stefano Galvani Andreas Beck       | Roko Karanušić Frédéric Niemeyer Dominik Meffert Rik De Voest                   |
| 21 gennaio       | Intersport Heilbronn Open 2008 Heilbronn, Germania Cemento indoor $100 000+H Singolare - Doppio         | Rik De Voest Bobby Reynolds 7–6(2), 6(5)–7, [10–4] | Igor' Kunicyn Aisam-ul-Haq Qureshi  | Stefano Galvani Andreas Beck       | Roko Karanušić Frédéric Niemeyer Dominik Meffert Rik De Voest                   |
| 21 gennaio       | Hilton Waikoloa Village USTA Challenger 2008 Waikoloa, Stati Uniti Cemento $35 000+H Singolare - Doppio | Lu Yen-hsun 6–2, 6–0                               | Vince Spadea                        | Stéphane Bohli Leonardo Mayer      | Gō Soeda Kevin Kim Scoville Jenkins Denis Gremelmayr                            |
| 21 gennaio       | Hilton Waikoloa Village USTA Challenger 2008 Waikoloa, Stati Uniti Cemento $35 000+H Singolare - Doppio | Scott Lipsky David Martin 6–4, 5–7, [10–7]         | Satoshi Iwabuchi Gō Soeda           | Stéphane Bohli Leonardo Mayer      | Gō Soeda Kevin Kim Scoville Jenkins Denis Gremelmayr                            |
| 28 gennaio       | Challenger of Dallas 2008 Dallas, Stati Uniti Cemento indoor $50 000 Singolare - Doppio                 | Amer Delić 6–4, 7–5                                | Stéphane Bohli                      | Robert Kendrick Brendan Evans      | Rajeev Ram Kevin Kim Leonardo Mayer Ryan Sweeting                               |
| 28 gennaio       | Challenger of Dallas 2008 Dallas, Stati Uniti Cemento indoor $50 000 Singolare - Doppio                 | Benedikt Dorsch Björn Phau 6–4, 6–4                | Scott Lipsky David Martin           | Robert Kendrick Brendan Evans      | Rajeev Ram Kevin Kim Leonardo Mayer Ryan Sweeting                               |
| 28 gennaio       | China Challenger 2008 Canton, Cina Cemento $50 000 Singolare - Doppio                                   | Björn Rehnquist 2–6, 7–6(4), 6–2                   | Danai Udomchoke                     | Chris Guccione David Guez          | Ti Chen Philipp Oswald Laurent Recouderc Jean-René Lisnard                      |
| 28 gennaio       | China Challenger 2008 Canton, Cina Cemento $50 000 Singolare - Doppio                                   | Xin-Yuan Yu Zeng Shaoxuan 1–6, 6–3, [10–5]         | Phillip King Danai Udomchoke        | Chris Guccione David Guez          | Ti Chen Philipp Oswald Laurent Recouderc Jean-René Lisnard                      |
| 28 gennaio       | KGHM Dialog Polish Indoors 2008 Breslavia, Polonia Cemento indoor $106 500+H Singolare - Doppio         | Kristof Vliegen 6–4, 3–6, 6–3                      | Jürgen Melzer                       | Rainer Schüttler Simone Bolelli    | Radek Štěpánek Karol Beck Guillermo García López Serhij Stachovs'kyj            |
| 28 gennaio       | KGHM Dialog Polish Indoors 2008 Breslavia, Polonia Cemento indoor $106 500+H Singolare - Doppio         | Jamie Cerretani Lukáš Rosol 6(7)–7, 6–3, [10–7]    | Werner Eschauer Jürgen Melzer       | Rainer Schüttler Simone Bolelli    | Radek Štěpánek Karol Beck Guillermo García López Serhij Stachovs'kyj            |

### Febbraio
| Settimana   | Torneo                                                                                                | Vincitore                                               | Finalista                          | Semifinalisti                    | Eliminati ai quarti                                                    |
| ----------- | --- | ------------------------------------------------------- | ---------------------------------- | -------------------------------- | ---------------------------------------------------------------------- |
| 2 febbraio  | Internazionali di Tennis di Bergamo 2008 Bergamo, Italia Cemento indoor $125 000+H Singolare - Doppio | Andreas Seppi 2–6, 6–2, 7–5                             | Julien Benneteau                   | Fabrice Santoro Nicolas Mahut    | Igor' Kunicyn Thierry Ascione Jérémy Chardy Édouard Roger-Vasselin     |
| 2 febbraio  | Internazionali di Tennis di Bergamo 2008 Bergamo, Italia Cemento indoor $125 000+H Singolare - Doppio | Simone Bolelli Andreas Seppi 6–3, 6–0                   | Jamie Cerretani Igor Zelenay       | Fabrice Santoro Nicolas Mahut    | Igor' Kunicyn Thierry Ascione Jérémy Chardy Édouard Roger-Vasselin     |
| 11 febbraio | Belgrado Challenger 2008 Belgrado, Serbia Sintetico indoor €106 000+H Singolare - Doppio              | Roko Karanušić 5–7, 6–1, 7–6(5)                         | Philipp Petzschner                 | Viktor Troicki Karol Beck        | Ilija Bozoljac Robert Smeets Federico Luzzi Dušan Vemić                |
| 11 febbraio | Belgrado Challenger 2008 Belgrado, Serbia Sintetico indoor €106 000+H Singolare - Doppio              | Flavio Cipolla Konstantinos Economidis 4–6, 6–2, [10–8] | Alessandro Motti Filip Polášek     | Viktor Troicki Karol Beck        | Ilija Bozoljac Robert Smeets Federico Luzzi Dušan Vemić                |
| 11 febbraio | East London Challenger 2008 East London, Sudafrica Cemento $125 000+H Singolare - Doppio              | Ivan Ljubičić 7–6(2), 6–4                               | Stefan Koubek                      | Thomas Johansson Frederico Gil   | Rik De Voest Josselin Ouanna Gary Lugassy Jérémy Chardy                |
| 11 febbraio | East London Challenger 2008 East London, Sudafrica Cemento $125 000+H Singolare - Doppio              | Jonas Björkman Kevin Ullyett 6–2, 6–2                   | Thomas Johansson Stefan Koubek     | Thomas Johansson Frederico Gil   | Rik De Voest Josselin Ouanna Gary Lugassy Jérémy Chardy                |
| 18 febbraio | Open de Franche Comté 2008 Besançon, Francia Cemento indoor €85 000+H Singolare - Doppio              | Marc Gicquel 7–6(2), 6–4                                | Alexander Peya                     | Karol Beck Kevin Kim             | Denis Istomin Philipp Petzschner Aleksandr Kudrjavcev Adrian Mannarino |
| 18 febbraio | Open de Franche Comté 2008 Besançon, Francia Cemento indoor €85 000+H Singolare - Doppio              | Philipp Petzschner Alexander Peya 6–3, 6–1              | Yves Allegro Horia Tecău           | Karol Beck Kevin Kim             | Denis Istomin Philipp Petzschner Aleksandr Kudrjavcev Adrian Mannarino |
| 25 febbraio | Challenger DCNS de Cherbourg 2008 Cherbourg, Francia Sintetico indoor €42 000+H Singolare - Doppio    | Thierry Ascione 7–5, 7–6(5)                             | Kristian Pless                     | Adrian Mannarino Alex Bogdanović | Lukáš Dlouhý David Guez Lukáš Lacko Kevin Kim                          |
| 25 febbraio | Challenger DCNS de Cherbourg 2008 Cherbourg, Francia Sintetico indoor €42 000+H Singolare - Doppio    | Florin Mergea Horia Tecău 7–5, 7–5                      | Jean-Claude Scherrer Marcio Torres | Adrian Mannarino Alex Bogdanović | Lukáš Dlouhý David Guez Lukáš Lacko Kevin Kim                          |
| 25 febbraio | Challenger Providencia 2008 Santiago, Cile Terra rossa $35 000+H Singolare - Doppio                   | Thomaz Bellucci 6–4, 7–6(3)                             | Eduardo Schwank                    | João Souza Diego Junqueira       | Rubén Ramírez Hidalgo Simone Vagnozzi Sebastián Decoud Peter Polansky  |
| 25 febbraio | Challenger Providencia 2008 Santiago, Cile Terra rossa $35 000+H Singolare - Doppio                   | Mariano Hood Eduardo Schwank 6–3, 6–3                   | Brian Dabul Jean-Julien Rojer      | João Souza Diego Junqueira       | Rubén Ramírez Hidalgo Simone Vagnozzi Sebastián Decoud Peter Polansky  |
| 25 febbraio | Volkswagen Challenger 2008 Wolfsburg, Germania Terra rossa indoor $30 000+H Singolare - Doppio        | Louk Sorensen 7–6(7), 4–6, 6–4                          | Farruch Dustov                     | Michail Kukuškin Daniel Brands   | Jesse Huta Galung Andreas Beck Michail Ledovskich Simon Stadler        |
| 25 febbraio | Volkswagen Challenger 2008 Wolfsburg, Germania Terra rossa indoor $30 000+H Singolare - Doppio        | Carsten Ball Izak van der Merwe 7–6(5), 6–3             | Richard Bloomfield Kenneth Skupski | Michail Kukuškin Daniel Brands   | Jesse Huta Galung Andreas Beck Michail Ledovskich Simon Stadler        |

### Marzo
| Settimana | Torneo | Vincitore                                                  | Finalista                            | Semifinalisti                            | Eliminati ai quarti                                                   |
| --------- | --- | ---------------------------------------------------------- | ------------------------------------ | ---------------------------------------- | --------------------------------------------------------------------- |
| 3 marzo   | Bancolombia Open 2008 Bogotà, Colombia Terra rossa $125 000+H Singolare - Doppio                           | Marcos Daniel 6–3, 1–6, 6–3                                | Iván Navarro                         | Martín Vassallo Argüello Daniel Köllerer | Diego Hartfield Robert Kendrick Juan Sebastián Cabal Fernando Vicente |
| 3 marzo   | Bancolombia Open 2008 Bogotà, Colombia Terra rossa $125 000+H Singolare - Doppio                           | Brian Dabul Ramón Delgado 7–6, 6–4                         | Thomaz Bellucci Bruno Soares         | Martín Vassallo Argüello Daniel Köllerer | Diego Hartfield Robert Kendrick Juan Sebastián Cabal Fernando Vicente |
| 3 marzo   | Shimadzu All Japan Indoor Tennis Championships 2008 Kyoto, Giappone Sintetico $35 000+H Singolare - Doppio | Gō Soeda 7–6, 2–6, 6–4                                     | Matthias Bachinger                   | Lu Yen-hsun Martin Slanar                | Daniel Brands Richard Bloomfield Brendan Evans Robert Smeets          |
| 3 marzo   | Shimadzu All Japan Indoor Tennis Championships 2008 Kyoto, Giappone Sintetico $35 000+H Singolare - Doppio | Dieter Kindlmann Martin Slanar 6–1, 7–5                    | Hiroki Kondo Gō Soeda                | Lu Yen-hsun Martin Slanar                | Daniel Brands Richard Bloomfield Brendan Evans Robert Smeets          |
| 10 marzo  | Challenger Salinas 2008 Salinas, Ecuador Cemento $35 000+H Singolare - Doppio                              | Iván Miranda 6–2, 6–2                                      | Diego Junqueira                      | Ramón Delgado Paolo Lorenzi              | Brian Dabul Jesse Witten Hugo Armando Eduardo Schwank                 |
| 10 marzo  | Challenger Salinas 2008 Salinas, Ecuador Cemento $35 000+H Singolare - Doppio                              | Júlio Silva Caio Zampieri 7–6, 6–2                         | Sebastián Decoud Dick Norman         | Ramón Delgado Paolo Lorenzi              | Brian Dabul Jesse Witten Hugo Armando Eduardo Schwank                 |
| 10 marzo  | Morocco Tennis Tour - Tanger 2008 Tangeri, Marocco Terra rossa €30 000+H Singolare - Doppio                | Marcel Granollers 6–4, 6–4                                 | Daniel Gimeno                        | Christophe Rochus Rainer Eitzinger       | Denis Istomin Alberto Martín Jan Minář Mounir El Aarej                |
| 10 marzo  | Morocco Tennis Tour - Tanger 2008 Tangeri, Marocco Terra rossa €30 000+H Singolare - Doppio                | Marc López Gabriel Trujillo Soler 6–3, 6(5)–7, [11–9]      | Miguel Ángel López Jaén Iván Navarro | Christophe Rochus Rainer Eitzinger       | Denis Istomin Alberto Martín Jan Minář Mounir El Aarej                |
| 17 marzo  | Morocco Tennis Tour - Meknes 2008 Meknès, Marocco Terra rossa €30 000+H Singolare - Doppio                 | Iván Navarro 6–4, 6–4                                      | Jiří Vaněk                           | Thierry Ascione Alberto Martín           | Denis Istomin Christophe Rochus Marc López Jérémy Chardy              |
| 17 marzo  | Morocco Tennis Tour - Meknes 2008 Meknès, Marocco Terra rossa €30 000+H Singolare - Doppio                 | Alberto Martín Daniel Muñoz de la Nava 6–4, 6(2)–7, [10–6] | Michail Elgin Jurij Ščukin           | Thierry Ascione Alberto Martín           | Denis Istomin Christophe Rochus Marc López Jérémy Chardy              |
| 17 marzo  | San Luis Potosí Challenger 2008 San Luis Potosí, Messico Terra rossa $50 000 Singolare - Doppio            | Brian Dabul walkover                                       | Mariano Puerta                       | João Souza Santiago González             | Juan Sebastián Cabal Leonardo Mayer Fernando Vicente Simon Stadler    |
| 17 marzo  | San Luis Potosí Challenger 2008 San Luis Potosí, Messico Terra rossa $50 000 Singolare - Doppio            | Travis Parrott Filip Polášek 6–2, 6–1                      | Jean-Julien Rojer Marcio Torres      | João Souza Santiago González             | Juan Sebastián Cabal Leonardo Mayer Fernando Vicente Simon Stadler    |
| 17 marzo  | BH Telecom Indoors 2008 Sarajevo, Bosnia ed Erzegovina Cemento indoor €$30 000+H Singolare - Doppio        | Andreas Beck 6–3, 7–6(8)                                   | Alexander Peya                       | Gary Lugassy Pavel Šnobel                | Ivan Cerović Matwé Middelkoop Martin Slanar Daniel Brands             |
| 17 marzo  | BH Telecom Indoors 2008 Sarajevo, Bosnia ed Erzegovina Cemento indoor €$30 000+H Singolare - Doppio        | Johan Brunström Frederik Nielsen 6–4, 7–6(4)               | Alexander Peya Lovro Zovko           | Gary Lugassy Pavel Šnobel                | Ivan Cerović Matwé Middelkoop Martin Slanar Daniel Brands             |
| 17 marzo  | Sunrise Tennis Championship 2008 Sunrise, Stati Uniti Cemento $100 000+H Singolare - Doppio                | Robin Haase 5–7 7–5 6–1                                    | Sébastien Grosjean                   | Chris Guccione Jürgen Melzer             | Fernando González Janko Tipsarević Potito Starace Ivo Minář           |
| 17 marzo  | Sunrise Tennis Championship 2008 Sunrise, Stati Uniti Cemento $100 000+H Singolare - Doppio                | Janko Tipsarević Dušan Vemić 6–3, 7–6(8)                   | Kristof Vliegen Peter Wessels        | Chris Guccione Jürgen Melzer             | Fernando González Janko Tipsarević Potito Starace Ivo Minář           |
| 24 marzo  | Open Barletta 2008 Barletta, Italia Terra rossa €42 000+H Singolare - Doppio                               | Michail Kukuškin 6–4, 6–4                                  | Boris Pašanski                       | Jurij Ščukin Nicolas Devilder            | Gianluca Naso Marcel Granollers Daniel Gimeno Traver Alberto Martín   |
| 24 marzo  | Open Barletta 2008 Barletta, Italia Terra rossa €42 000+H Singolare - Doppio                               | Flavio Cipolla Marcel Granollers 6–3, 2–6, [11–9]          | Oliver Marach Michal Mertiňák        | Jurij Ščukin Nicolas Devilder            | Gianluca Naso Marcel Granollers Daniel Gimeno Traver Alberto Martín   |
| 24 marzo  | AGT Challenger 2008 León, Messico Cemento $50 000+H Singolare - Doppio                                     | Bruno Echagaray 6–0 3–6, 7–6(6)                            | Ricardo Mello                        | Leonardo Mayer Brian Dabul               | Horacio Zeballos Gō Soeda Paolo Lorenzi Louk Sorenson                 |
| 24 marzo  | AGT Challenger 2008 León, Messico Cemento $50 000+H Singolare - Doppio                                     | Travis Parrott Filip Polášek 6–4, 6–1                      | Brendan Evans Alex Kuznetsov         | Leonardo Mayer Brian Dabul               | Horacio Zeballos Gō Soeda Paolo Lorenzi Louk Sorenson                 |
| 31 marzo  | Tennis Napoli Cup 2008 Napoli, Italia Terra rossa €85 000+H Singolare - Doppio                             | Potito Starace 6–4, 4–6, 7–6(3)                            | Marcos Daniel                        | Pablo Andújar Olivier Patience           | Florent Serra Thiemo de Bakker Frederico Gil Jun Woong-sun            |
| 31 marzo  | Tennis Napoli Cup 2008 Napoli, Italia Terra rossa €85 000+H Singolare - Doppio                             | Tomáš Cibulec Jaroslav Levinský 6–1, 6–3                   | Frederico Gil Luis Horna             | Pablo Andújar Olivier Patience           | Florent Serra Thiemo de Bakker Frederico Gil Jun Woong-sun            |
| 31 marzo  | Open Prévadiès 2008 Saint-Brieuc, Francia Terra rossa €30 000 Singolare - Doppio                           | Christophe Rochus 6–2, 4–6, 6–1                            | Marcel Granollers                    | Diego Junqueira Roko Karanušić           | Adrian Cruciat Marc López Björn Phau Josselin Ouanna                  |
| 31 marzo  | Open Prévadiès 2008 Saint-Brieuc, Francia Terra rossa €30 000 Singolare - Doppio                           | Adrian Cruciat Daniel Muñoz de la Nava 4–6, 6–4, [10–4]    | Xin-Yuan Yu Zeng Shaoxuan            | Diego Junqueira Roko Karanušić           | Adrian Cruciat Marc López Björn Phau Josselin Ouanna                  |

### Aprile
| Settimana | Torneo | Vincitore                                       | Finalista                              | Semifinalisti                          | Eliminati ai quarti                                                 |
| --------- | --- | ----------------------------------------------- | -------------------------------------- | -------------------------------------- | ------------------------------------------------------------------- |
| 7 aprile  | Puerto Rico Challenger Tennis Tournament 2008 Humacao, Porto Rico Cemento $50 000 Singolare - Doppio               | Gilles Müller 7–5, 7–6(2)                       | Iván Miranda                           | Tim Smyczek Thyago Alves               | Martin Fischer Robert Kendrick Amer Delić Kevin Kim                 |
| 7 aprile  | Puerto Rico Challenger Tennis Tournament 2008 Humacao, Porto Rico Cemento $50 000 Singolare - Doppio               | Rajeev Ram Bobby Reynolds 7–6, 6–4              | Lester Cook Kevin Kim                  | Tim Smyczek Thyago Alves               | Martin Fischer Robert Kendrick Amer Delić Kevin Kim                 |
| 7 aprile  | Internazionali di Tennis Monza e Brianza 2008 Monza, Italia Terra rossa $35 000+H Singolare - Doppio               | Albert Montañés 3–6, 7–6(1), 6–3                | Alberto Martín                         | Santiago Ventura Viktor Troicki        | David Marrero Andrea Arnaboldi Nicolas Devilder Ilija Bozoljac      |
| 7 aprile  | Internazionali di Tennis Monza e Brianza 2008 Monza, Italia Terra rossa $35 000+H Singolare - Doppio               | Stefano Galvani Alberto Martín 7–5, 2–6, [10–3] | Denis Gremelmayr Simon Greul           | Santiago Ventura Viktor Troicki        | David Marrero Andrea Arnaboldi Nicolas Devilder Ilija Bozoljac      |
| 14 aprile | Athens Open Challenger 2008 Atene, Grecia Terra rossa $50 000+H Singolare - Doppio                                 | Martin Verkerk 6–3, 6–3                         | Adrian Cruciat                         | Kevin Anderson Simon Stadler           | Marc López Denis Istomin Lukáš Lacko Jan Minář                      |
| 14 aprile | Athens Open Challenger 2008 Atene, Grecia Terra rossa $50 000+H Singolare - Doppio                                 | Marc López Gabriel Trujillo Soler 6–4, 6–4      | Konstantinos Economidis Alex Jakupovic | Kevin Anderson Simon Stadler           | Marc López Denis Istomin Lukáš Lacko Jan Minář                      |
| 14 aprile | Busan Open Challenger 2008 Pusan, Corea del Sud Cemento $75 000+H Singolare - Doppio                               | Gō Soeda 6–2, ritiro                            | Lu Yen-hsun                            | Rik De Voest Kristian Pless            | Nick Lindahl Łukasz Kubot Danai Udomchoke Pavel Šnobel              |
| 14 aprile | Busan Open Challenger 2008 Pusan, Corea del Sud Cemento $75 000+H Singolare - Doppio                               | Rik De Voest Łukasz Kubot 6–3, 6–3              | Adam Feeney Rameez Junaid              | Rik De Voest Kristian Pless            | Nick Lindahl Łukasz Kubot Danai Udomchoke Pavel Šnobel              |
| 14 aprile | Challenger Internazionale Dell'Insubria 2008 Chiasso, Svizzera Terra rossa $35 000+H Singolare - Doppio            | Younes El Aynaoui 7–6(2), 6–3                   | Alberto Martín                         | Éric Prodon Nicolas Devilder           | Juan Martin Aranguren Rainer Eitzinger Simon Greul Sebastián Decoud |
| 14 aprile | Challenger Internazionale Dell'Insubria 2008 Chiasso, Svizzera Terra rossa $35 000+H Singolare - Doppio            | Mariano Hood Alberto Martín 4–6, 7–6(4), [11–9] | Fabio Colangelo Marco Crugnola         | Éric Prodon Nicolas Devilder           | Juan Martin Aranguren Rainer Eitzinger Simon Greul Sebastián Decoud |
| 14 aprile | Aberto de Tênis de Santa Catarina 2008 Florianópolis, Brasile Terra rossa $35 000+H Singolare - Doppio             | Thomaz Bellucci 4–6, 6–4, 6–2                   | Franco Ferreiro                        | Brian Dabul Ricardo Mello              | Peter Polansky Ricardo Hocevar Rogério Dutra da Silva Júlio Silva   |
| 14 aprile | Aberto de Tênis de Santa Catarina 2008 Florianópolis, Brasile Terra rossa $35 000+H Singolare - Doppio             | Adrián García Leonardo Mayer 6–2, 6–0           | Thomaz Bellucci Bruno Soares           | Brian Dabul Ricardo Mello              | Peter Polansky Ricardo Hocevar Rogério Dutra da Silva Júlio Silva   |
| 14 aprile | Abierto Internacional Varonil Club Casablanca 2008 Città del Messico, Messico Cemento $35 000+H Singolare - Doppio | Dawid Olejniczak 6–4, 6–3                       | Sam Warburg                            | George Bastl Joshua Goodall            | Alberto Francis Travis Rettenmaier Bruno Echagaray Robert Smeets    |
| 14 aprile | Abierto Internacional Varonil Club Casablanca 2008 Città del Messico, Messico Cemento $35 000+H Singolare - Doppio | Carsten Ball Robert Smeets 6(5)–7, 6–4, [10–3]  | Neil Bamford Joshua Goodall            | George Bastl Joshua Goodall            | Alberto Francis Travis Rettenmaier Bruno Echagaray Robert Smeets    |
| 14 aprile | Tallahassee Tennis Challenger 2008 Tallahassee, Stati Uniti Cemento $50 000 Singolare - Doppio                     | Bobby Reynolds 5–7, 6–4, 6–3                    | Robert Kendrick                        | Benjamin Becker Alex Kuznetsov         | Kevin Kim Ryan Sweeting Scoville Jenkins Thyago Alves               |
| 14 aprile | Tallahassee Tennis Challenger 2008 Tallahassee, Stati Uniti Cemento $50 000 Singolare - Doppio                     | Rajeev Ram Bobby Reynolds walkover              | Robert Kendrick Ryan Sweeting          | Benjamin Becker Alex Kuznetsov         | Kevin Kim Ryan Sweeting Scoville Jenkins Thyago Alves               |
| 21 aprile | Baton Rouge Pro Tennis Classic 2008 Baton Rouge, Stati Uniti Cemento $50 000 Singolare - Doppio                    | Bobby Reynolds 6–3, 6(3)–7, 7–5                 | Igor' Kunicyn                          | Amer Delić Rubin Statham               | Martin Fischer Kevin Kim Andis Juška Alex Kuznetsov                 |
| 21 aprile | Baton Rouge Pro Tennis Classic 2008 Baton Rouge, Stati Uniti Cemento $50 000 Singolare - Doppio                    | Phillip Simmonds Tim Smyczek 2–6, 6–1, [10–4]   | Ryan Harrison Michael Venus            | Amer Delić Rubin Statham               | Martin Fischer Kevin Kim Andis Juška Alex Kuznetsov                 |
| 21 aprile | XL Bermuda Open 2008 Paget, Bermuda Terra verde $100 000+H Singolare - Doppio                                      | Kei Nishikori 2–6, 7–5, 7–6(5)                  | Viktor Troicki                         | Peter Luczak Carlos Berlocq            | Ernests Gulbis Donald Young Marcel Granollers Vince Spadea          |
| 21 aprile | XL Bermuda Open 2008 Paget, Bermuda Terra verde $100 000+H Singolare - Doppio                                      | Harel Levy Jim Thomas 6(4)–7, 6–4, [11–9]       | Chris Haggard Peter Luczak             | Peter Luczak Carlos Berlocq            | Ernests Gulbis Donald Young Marcel Granollers Vince Spadea          |
| 21 aprile | Cremona Challenger 2008 Cremona, Italia Cemento €30 000+H Singolare - Doppio                                       | Eduardo Schwank 6–3, 6–4                        | Björn Phau                             | Simon Stadler Adrián Menéndez Maceiras | Stéphane Bohli Rik De Voest Alun Jones Danai Udomchoke              |
| 21 aprile | Cremona Challenger 2008 Cremona, Italia Cemento €30 000+H Singolare - Doppio                                       | Dušan Vemić Eduardo Schwank 6–3, 6–2            | Florin Mergea Horia Tecău              | Simon Stadler Adrián Menéndez Maceiras | Stéphane Bohli Rik De Voest Alun Jones Danai Udomchoke              |
| 28 aprile | Open Isla de Lanzarote 2008 Lanzarote, Spagna Cemento $50 000+H Singolare - Doppio                                 | Stéphane Bohli 6–3, 6–4                         | Lu Yen-hsun                            | Björn Phau Kristian Pless              | Filip Prpic Rik De Voest Robert Smeets Alex Bogdanović              |
| 28 aprile | Open Isla de Lanzarote 2008 Lanzarote, Spagna Cemento $50 000+H Singolare - Doppio                                 | Rik De Voest Łukasz Kubot 6–2 7–6(2)            | Gilles Müller Aisam-ul-Haq Qureshi     | Björn Phau Kristian Pless              | Filip Prpic Rik De Voest Robert Smeets Alex Bogdanović              |
| 28 aprile | ECM Prague Open 2008 Praga, Repubblica Ceca Terra rossa $75 000 Singolare - Doppio                                 | Jan Hernych 4–6, 6–2, 6–4                       | Lukáš Dlouhý                           | Harel Levy Bohdan Ulihrach             | Dominik Meffert Jan Minář Lukáš Rosol Brian Dabul                   |
| 28 aprile | ECM Prague Open 2008 Praga, Repubblica Ceca Terra rossa $75 000 Singolare - Doppio                                 | Lukáš Dlouhý Petr Pála 6(2)–7, 6–4, [10–6]      | Dušan Karol Jaroslav Pospíšil          | Harel Levy Bohdan Ulihrach             | Dominik Meffert Jan Minář Lukáš Rosol Brian Dabul                   |
| 28 aprile | Roma Open 2008 Roma, Italia Terra rossa €30 000+H Singolare - Doppio                                               | Eduardo Schwank 6–3, 6(2)–7, 7–6(3)             | Éric Prodon                            | Adrian Mannarino Daniel Köllerer       | Cristian Villagrán Francesco Aldi Simon Greul David Guez            |
| 28 aprile | Roma Open 2008 Roma, Italia Terra rossa €30 000+H Singolare - Doppio                                               | Flavio Cipolla Simone Vagnozzi 6–3, 6–3         | Paolo Lorenzi Giancarlo Petrazzuolo    | Adrian Mannarino Daniel Köllerer       | Cristian Villagrán Francesco Aldi Simon Greul David Guez            |
| 28 aprile | Tunis Open 2008 Tunisi, Tunisia Terra rossa $125 000+H Singolare - Doppio                                          | Thomaz Bellucci 6–2, 6–4                        | Dušan Vemić                            | Nicolás Massú Florent Serra            | Julien Benneteau Paul Capdeville Frederico Gil Marc Fornell         |
| 28 aprile | Tunis Open 2008 Tunisi, Tunisia Terra rossa $125 000+H Singolare - Doppio                                          | Thomaz Bellucci Bruno Soares 6–3, 6–4           | Jean-Claude Scherrer Nicolas Tourte    | Nicolás Massú Florent Serra            | Julien Benneteau Paul Capdeville Frederico Gil Marc Fornell         |

### Maggio
| Settimana | Torneo                                                                                                  | Vincitore                                              | Finalista                                            | Semifinalisti                          | Eliminati ai quarti                                                                  |
| --------- | --- | ------------------------------------------------------ | ---------------------------------------------------- | -------------------------------------- | ------------------------------------------------------------------------------------ |
| 5 maggio  | Ostdeutscher Cup 2008 Dresda, Germania Terra rossa $50 000 Singolare - Doppio                           | Andreas Beck 2–6 6–3 7–5                               | Jun Woong-Sun                                        | Rainer Schüttler Simon Greul           | Daniel Brands Boy Westerhof Florian Mayer Denis Istomin                              |
| 5 maggio  | Ostdeutscher Cup 2008 Dresda, Germania Terra rossa $50 000 Singolare - Doppio                           | Daniel Brands Jun Woong-Sun 2–6, 7–6(4), [10–6]        | Ilija Bozoljac Dušan Vemić                           | Rainer Schüttler Simon Greul           | Daniel Brands Boy Westerhof Florian Mayer Denis Istomin                              |
| 5 maggio  | Prosperita Open 2008 Ostrava, Repubblica Ceca Terra rossa $42 000+H Singolare - Doppio                  | Jiří Vaněk 6–3, 4–6, 6–1                               | Jan Hernych                                          | Brian Dabul Lukáš Rosol                | Oliver Marach Nicolas Devilder Adrian Cruciat Juan Martin Aranguren                  |
| 5 maggio  | Prosperita Open 2008 Ostrava, Repubblica Ceca Terra rossa $42 000+H Singolare - Doppio                  | Serhij Stachovs'kyj Tomáš Zíb 7–6(6), 3–6, [14–12]     | Jan Hernych Igor Zelenay                             | Brian Dabul Lukáš Rosol                | Oliver Marach Nicolas Devilder Adrian Cruciat Juan Martin Aranguren                  |
| 5 maggio  | Morocco Tennis Tour 2008 Rabat, Marocco Terra rossa $42 000+H Singolare - Doppio                        | Thomaz Bellucci 6–2, 6–2                               | Martín Vassallo Argüello                             | Guillermo García López Peter Polansky  | Francesco Piccari Paul Capdeville Josselin Ouanna Ivo Klec                           |
| 5 maggio  | Morocco Tennis Tour 2008 Rabat, Marocco Terra rossa $42 000+H Singolare - Doppio                        | Guillermo García López Mariano Hood 6–3, 6–2           | Marc Fornell Caio Zampieri                           | Guillermo García López Peter Polansky  | Francesco Piccari Paul Capdeville Josselin Ouanna Ivo Klec                           |
| 5 maggio  | Rijeka Open 2008 Fiume, Croazia Terra rossa $30 000+H Singolare - Doppio                                | Nicolás Massú 6–2, 6–2                                 | Christophe Rochus                                    | Dick Norman Viktor Troicki             | Óscar Hernández Jaroslav Pospíšil Roko Karanušić Michael Lammer                      |
| 5 maggio  | Rijeka Open 2008 Fiume, Croazia Terra rossa $30 000+H Singolare - Doppio                                | Dušan Karol Jaroslav Pospíšil 6–4, 6–4                 | Alex Kuznetsov Dick Norman                           | Dick Norman Viktor Troicki             | Óscar Hernández Jaroslav Pospíšil Roko Karanušić Michael Lammer                      |
| 5 maggio  | Challenger Isla de Gran Canaria 2008 Telde, Spagna Terra rossa $30 000+H Singolare - Doppio             | Tejmuraz Gabašvili 6–4, 4–6, 6–1                       | Pablo Andújar                                        | Simon Stadler Daniel Gimeno            | Miguel Ángel López Jaén Louk Sorensen Marc López Iván Navarro                        |
| 5 maggio  | Challenger Isla de Gran Canaria 2008 Telde, Spagna Terra rossa $30 000+H Singolare - Doppio             | Daniel Gimeno Traver Daniel Muñoz de la Nava 6–3, 6–1  | Miguel Ángel López Jaén José Antonio Sánchez de Luna | Simon Stadler Daniel Gimeno            | Miguel Ángel López Jaén Louk Sorensen Marc López Iván Navarro                        |
| 5 maggio  | Men's Pro Challenger at Tunica National 2008 Tunica, Stati Uniti Terra verde $50 000 Singolare - Doppio | Iván Miranda 6–4, 6–4                                  | Carsten Ball                                         | Scoville Jenkins Ruben Bemelmans       | Tim Smyczek Wayne Odesnik John Isner Todd Widom                                      |
| 5 maggio  | Men's Pro Challenger at Tunica National 2008 Tunica, Stati Uniti Terra verde $50 000 Singolare - Doppio | Vladimir Obradovic Izak van der Merwe 7–6(5), 6–4      | Ryler de Heart Todd Widom                            | Scoville Jenkins Ruben Bemelmans       | Tim Smyczek Wayne Odesnik John Isner Todd Widom                                      |
| 12 maggio | Aarhus Challenger 2008 Aarhus, Danimarca Terra rossa $42 000+H Singolare - Doppio                       | Daniel Gimeno 7–5, 7–5                                 | Éric Prodon                                          | Óscar Hernández Iván Navarro           | Filip Prpic Victor Crivoi Nicolás Todero Frederik Nielsen                            |
| 12 maggio | Aarhus Challenger 2008 Aarhus, Danimarca Terra rossa $42 000+H Singolare - Doppio                       | Dawid Olejniczak Jean-Julien Rojer 7–6(4), 2–6, [10–8] | Frederik Nielsen Martin Pedersen                     | Óscar Hernández Iván Navarro           | Filip Prpic Victor Crivoi Nicolás Todero Frederik Nielsen                            |
| 12 maggio | BNP Paribas Primrose 2008 Bordeaux, Francia Terra rossa $85 000+H Singolare - Doppio                    | Eduardo Schwank 6–2, 6–2                               | Igor' Kunicyn                                        | Arnaud Clément Daniel Muñoz de la Nava | Thomaz Bellucci Jordanne Doble Jan Hernych Marc Gicquel                              |
| 12 maggio | BNP Paribas Primrose 2008 Bordeaux, Francia Terra rossa $85 000+H Singolare - Doppio                    | Diego Hartfield Sergio Roitman 6–4, 6–4                | Tomasz Bednarek Dušan Vemić                          | Arnaud Clément Daniel Muñoz de la Nava | Thomaz Bellucci Jordanne Doble Jan Hernych Marc Gicquel                              |
| 12 maggio | Hurricane Tennis Open 2008 Bradenton, Stati Uniti Terra verde $50 000 Singolare - Doppio                | Jesse Levine 6–3, 5–7, 7–6(3)                          | Robert Kendrick                                      | Nick Monroe Santiago González          | Iván Miranda Lester Cook Mariano Puerta Stephen Bass                                 |
| 12 maggio | Hurricane Tennis Open 2008 Bradenton, Stati Uniti Terra verde $50 000 Singolare - Doppio                | Carsten Ball Lester Cook 4–6, 6–3, [10–6]              | Ryler de Heart Todd Widom                            | Nick Monroe Santiago González          | Iván Miranda Lester Cook Mariano Puerta Stephen Bass                                 |
| 12 maggio | Morocco Tennis Tour Marrakech 2008 Marrakech, Marocco Terra rossa €85 000+H Singolare - Doppio          | Gaël Monfils 7–6(2), 7–6(6)                            | Jérémy Chardy                                        | Nicolás Massú Rubén Ramírez Hidalgo    | Frederico Gil Martín Vassallo Argüello Jean-Christophe Faurel Guillermo García López |
| 12 maggio | Morocco Tennis Tour Marrakech 2008 Marrakech, Marocco Terra rossa €85 000+H Singolare - Doppio          | Frederico Gil Florin Mergea 6–2, 6–3                   | James Auckland Jamie Delgado                         | Nicolás Massú Rubén Ramírez Hidalgo    | Frederico Gil Martín Vassallo Argüello Jean-Christophe Faurel Guillermo García López |
| 12 maggio | New Delhi Challenger 1 2008 Nuova Delhi, India Cemento $50 000 Singolare - Doppio                       | Lu Yen-hsun 5–7, 7–6(5), 6–3                           | Brendan Evans                                        | Gō Soeda Kristian Pless                | Colin Ebelthite Mohammed Al Ghareeb Alex Bogdanović Samuel Groth                     |
| 12 maggio | New Delhi Challenger 1 2008 Nuova Delhi, India Cemento $50 000 Singolare - Doppio                       | Colin Ebelthite Samuel Groth 2–6, 7–6(5), [10–8]       | Mohammed Al Ghareeb Illja Marčenko                   | Gō Soeda Kristian Pless                | Colin Ebelthite Mohammed Al Ghareeb Alex Bogdanović Samuel Groth                     |
| 12 maggio | Sanremo Tennis Cup 2008 Sanremo, Italia Terra rossa €30 000+H Singolare - Doppio                        | Diego Junqueira 6–2, 6–4                               | Máximo González                                      | Nicolas Devilder Pablo Andújar         | Santiago Ventura Andrej Golubev Matthias Bachinger Daniel Brands                     |
| 12 maggio | Sanremo Tennis Cup 2008 Sanremo, Italia Terra rossa €30 000+H Singolare - Doppio                        | Harel Levy Jim Thomas 6–4, 6–4                         | Matthias Bachinger Daniel Brands                     | Nicolas Devilder Pablo Andújar         | Santiago Ventura Andrej Golubev Matthias Bachinger Daniel Brands                     |
| 12 maggio | Zagreb Open 2008 Zagabria, Croazia Terra rossa $50 000+H Singolare - Doppio                             | Christophe Rochus 6–3, 6–4                             | Carlos Berlocq                                       | Pere Riba Franco Ferreiro              | Antonio Veić Roko Karanušić Jiří Vaněk Werner Eschauer                               |
| 12 maggio | Zagreb Open 2008 Zagabria, Croazia Terra rossa $50 000+H Singolare - Doppio                             | Ivan Dodig Júlio Silva 6–4, 7–6(1)                     | Serhij Stachovs'kyj Tomáš Zíb                        | Pere Riba Franco Ferreiro              | Antonio Veić Roko Karanušić Jiří Vaněk Werner Eschauer                               |
| 19 maggio | Fergana Challenger 2008 Fergana, Uzbekistan Cemento $35 000+H Singolare - Doppio                        | Pavel Šnobel 7–5, 6–3                                  | George Bastl                                         | Konstantin Kravčuk Raven Klaasen       | Danai Udomchoke Marsel İlhan Ti Chen Łukasz Kubot                                    |
| 19 maggio | Fergana Challenger 2008 Fergana, Uzbekistan Cemento $35 000+H Singolare - Doppio                        | Konstantin Kravčuk Łukasz Kubot 6–4, 6–1               | Aleksandr Krasnoruckij Vaja Ukakov                   | Konstantin Kravčuk Raven Klaasen       | Danai Udomchoke Marsel İlhan Ti Chen Łukasz Kubot                                    |
| 19 maggio | New Delhi Challenger 2 2008 Nuova Delhi, India Cemento $50 000 Singolare - Doppio                       | Gō Soeda 6–3, 3–6, 6–4                                 | Lu Yen-hsun                                          | Guillermo Alcaide Aleksandr Kudrjavcev | Aisam-ul-Haq Qureshi Thomas Oger Ricardo Mello Gilles Müller                         |
| 19 maggio | New Delhi Challenger 2 2008 Nuova Delhi, India Cemento $50 000 Singolare - Doppio                       | Harsh Mankad Ashutosh Singh 7–5, 6–3                   | Brendan Evans Mustafa Ghouse                         | Guillermo Alcaide Aleksandr Kudrjavcev | Aisam-ul-Haq Qureshi Thomas Oger Ricardo Mello Gilles Müller                         |
| 26 maggio | Alessandria Challenger 2008 Alessandria, Italia Terra rossa $35 000+H Singolare - Doppio                | Paolo Lorenzi 4–6, 7–6(5), 7–6(4)                      | Simone Vagnozzi                                      | Adrian Ungur Alberto Martín            | Aleksandr Dolhopolov Giancarlo Petrazzuolo Alberto Brizzi Gianluca Naso              |
| 26 maggio | Alessandria Challenger 2008 Alessandria, Italia Terra rossa $35 000+H Singolare - Doppio                | Flavio Cipolla Simone Vagnozzi 3–6, 6–1, [10–4]        | Matwé Middelkoop Melle van Gemerden                  | Adrian Ungur Alberto Martín            | Aleksandr Dolhopolov Giancarlo Petrazzuolo Alberto Brizzi Gianluca Naso              |
| 26 maggio | USTA LA Tennis Open 2008 Carson, Stati Uniti Cemento $50 000 Singolare - Doppio                         | Amer Delić 7–6(5), 6–4                                 | Alex Bogomolov                                       | Ramón Delgado Thyago Alves             | Lester Cook Phillip King Nick Monroe Michael McClune                                 |
| 26 maggio | USTA LA Tennis Open 2008 Carson, Stati Uniti Cemento $50 000 Singolare - Doppio                         | Carsten Ball Travis Rettenmaier 6–4, 6–2               | Ryler de Heart Daniel King-Turner                    | Ramón Delgado Thyago Alves             | Lester Cook Phillip King Nick Monroe Michael McClune                                 |
| 26 maggio | Izmir Cup 2008 Smirne, Turchia Cemento €64 000 Singolare - Doppio                                       | Gilles Müller 7–5, 6–3                                 | Kristian Pless                                       | Vladimir Obradovic Illja Marčenko      | Fernando Vicente Björn Rehnquist Nicolás Todero Aleksandr Kudrjavcev                 |
| 26 maggio | Izmir Cup 2008 Smirne, Turchia Cemento €64 000 Singolare - Doppio                                       | Jesse Levine Kei Nishikori 6–1, 7–5                    | Nathan Thompson Danai Udomchoke                      | Vladimir Obradovic Illja Marčenko      | Fernando Vicente Björn Rehnquist Nicolás Todero Aleksandr Kudrjavcev                 |
| 26 maggio | Baden Open 2008 Karlsruhe, Germania Terra rossa $35 000+H Singolare - Doppio                            | Tejmuraz Gabašvili 6–1, 6–4                            | Tobias Kamke                                         | Björn Phau Martin Verkerk              | Joseph Sirianni Gabriel Trujillo Soler Daniel Muñoz de la Nava Franco Ferreiro       |
| 26 maggio | Baden Open 2008 Karlsruhe, Germania Terra rossa $35 000+H Singolare - Doppio                            | Daniel Köllerer Frank Moser 6–2, 7–5                   | Jun Woong-sun Joseph Sirianni                        | Björn Phau Martin Verkerk              | Joseph Sirianni Gabriel Trujillo Soler Daniel Muñoz de la Nava Franco Ferreiro       |

### Giugno
| Settimana | Torneo                                                                                             | Vincitore                                                    | Finalista                                          | Semifinalisti                           | Eliminati ai quarti                                                           |
| --------- | -------------------------------------------------------------------------------------------------- | ------------------------------------------------------------ | -------------------------------------------------- | --------------------------------------- | ----------------------------------------------------------------------------- |
| 2 giugno  | Schickedanz Open 2008 Furth, Germania Terra rossa €42&nbp;000+H Singolare - Doppio                 | Daniel Köllerer 6–1, 6–3                                     | Santiago Giraldo                                   | Alexander Peya Alexandre Sidorenko      | Dawid Olejniczak Jesse Levine Simon Greul Marcos Daniel                       |
| 2 giugno  | Schickedanz Open 2008 Furth, Germania Terra rossa €42&nbp;000+H Singolare - Doppio                 | Philipp Marx Alexander Peya 6–3, 6–3                         | Daniel Köllerer Frank Moser                        | Alexander Peya Alexandre Sidorenko      | Dawid Olejniczak Jesse Levine Simon Greul Marcos Daniel                       |
| 2 giugno  | Unicredit Czech Open 2008 Prostějov, Repubblica Ceca Terra rossa €127 000+H Singolare - Doppio     | Agustín Calleri 6–0, 6–3                                     | Martín Vassallo Argüello                           | Thomaz Bellucci Christophe Rochus       | Tomáš Berdych Sergio Roitman Flavio Cipolla Bohdan Ulihrach                   |
| 2 giugno  | Unicredit Czech Open 2008 Prostějov, Repubblica Ceca Terra rossa €127 000+H Singolare - Doppio     | Rik De Voest Łukasz Kubot 6–2, 6–2                           | Chris Haggard Nicolas Tourte                       | Thomaz Bellucci Christophe Rochus       | Tomáš Berdych Sergio Roitman Flavio Cipolla Bohdan Ulihrach                   |
| 2 giugno  | Memorial Argo Manfredini 2008 Sassuolo, Italia Terra rossa €30 000+H Singolare - Doppio            | Frederico Gil 6–2, 6–3                                       | Santiago Ventura                                   | David Marrero Daniel Gimeno             | Mariano Puerta Boris Pašanski Horacio Zeballos Marco Crugnola                 |
| 2 giugno  | Memorial Argo Manfredini 2008 Sassuolo, Italia Terra rossa €30 000+H Singolare - Doppio            | Juan Martin Aranguren Stefano Galvani 5–7, 6–2, [10–8]       | Rubén Ramírez Hidalgo José Antonio Sánchez de Luna | David Marrero Daniel Gimeno             | Mariano Puerta Boris Pašanski Horacio Zeballos Marco Crugnola                 |
| 2 giugno  | Surbiton Trophy 2008 Surbiton, Gran Bretagna Erba €42 000 Singolare - Doppio                       | Frank Dancevic 4–6, 6–3, 7–6(4)                              | Kevin Anderson                                     | Édouard Roger-Vasselin Adrian Mannarino | Robert Smeets Arnaud Clément Stéphane Bohli Harel Levy                        |
| 2 giugno  | Surbiton Trophy 2008 Surbiton, Gran Bretagna Erba €42 000 Singolare - Doppio                       | Arnaud Clément Édouard Roger-Vasselin 7–6(4), 6(3)–7, [10–7] | Harel Levy Jim Thomas                              | Édouard Roger-Vasselin Adrian Mannarino | Robert Smeets Arnaud Clément Stéphane Bohli Harel Levy                        |
| 2 giugno  | Yuba City Racquet Club Challenger 2008 Yuba City, Stati Uniti Cemento $50 000 Singolare - Doppio   | Michael Yani 7–6(5), 2–6, 6–3                                | Sam Warburg                                        | Ramón Delgado Carsten Ball              | Lester Cook Amir Weintraub Todd Paul Víctor Estrella Burgos                   |
| 2 giugno  | Yuba City Racquet Club Challenger 2008 Yuba City, Stati Uniti Cemento $50 000 Singolare - Doppio   | Nick Monroe Michael Yani 6–4, 6–4                            | Jan-Michael Gambill Scott Oudsema                  | Ramón Delgado Carsten Ball              | Lester Cook Amir Weintraub Todd Paul Víctor Estrella Burgos                   |
| 9 giugno  | Kosice Open 2008 Košice, Slovacchia Terra rossa €30 000+H Singolare - Doppio                       | Lukáš Rosol 7–5, 6–1                                         | Miguel Ángel López Jaén                            | Jaroslav Pospíšil Nicolas Devilder      | Pavol Červenák Guillermo Olaso Dominik Hrbatý Carles Poch                     |
| 9 giugno  | Kosice Open 2008 Košice, Slovacchia Terra rossa €30 000+H Singolare - Doppio                       | Tomasz Bednarek Igor Zelenay 6–1, 4–6, [13–11]               | Miguel Ángel López Jaén Carles Poch                | Jaroslav Pospíšil Nicolas Devilder      | Pavol Červenák Guillermo Olaso Dominik Hrbatý Carles Poch                     |
| 9 giugno  | Aspria Tennis Cup 2008 Milano, Italia Terra rossa €30 000+H Singolare - Doppio                     | Tejmuraz Gabašvili 6–4, 4–6, 6–4                             | Diego Hartfield                                    | Pablo Andújar Frederico Gil             | Rainer Eitzinger Thyago Alves Jean-René Lisnard Alberto Brizzi                |
| 9 giugno  | Aspria Tennis Cup 2008 Milano, Italia Terra rossa €30 000+H Singolare - Doppio                     | Yves Allegro Horia Tecău 6–4, 6–4                            | Juan Martin Aranguren Marc Fornell                 | Pablo Andújar Frederico Gil             | Rainer Eitzinger Thyago Alves Jean-René Lisnard Alberto Brizzi                |
| 9 giugno  | Bulgarian Open Challenger 2008 Sofia, Bulgaria Terra rossa €42 000 Singolare - Doppio              | Adrian Ungur 6–3, 6–0                                        | Franco Ferreiro                                    | Adrian Cruciat Enrico Burzi             | Julian Reister Rui Machado Jonathan Dasnieres de Veigy Javier Genaro Martínez |
| 9 giugno  | Bulgarian Open Challenger 2008 Sofia, Bulgaria Terra rossa €42 000 Singolare - Doppio              | Franco Ferreiro Mariano Puerta 6–3, 1–6, [10–3]              | Lazar Magdincev Predrag Rusevski                   | Adrian Cruciat Enrico Burzi             | Julian Reister Rui Machado Jonathan Dasnieres de Veigy Javier Genaro Martínez |
| 16 giugno | Nord LB Open 2008 Braunschweig, Germania Terra rossa €106 000+H Singolare - Doppio                 | Nicolas Devilder 6–4, 6–4                                    | Sergio Roitman                                     | Jiří Vaněk Pablo Andújar                | Brian Dabul Óscar Hernández André Ghem Carlos Berlocq                         |
| 16 giugno | Nord LB Open 2008 Braunschweig, Germania Terra rossa €106 000+H Singolare - Doppio                 | Marco Crugnola Óscar Hernández 7–6(4), 6–2                   | Werner Eschauer Philipp Oswald                     | Jiří Vaněk Pablo Andújar                | Brian Dabul Óscar Hernández André Ghem Carlos Berlocq                         |
| 16 giugno | Bytom Open 2008 Bytom, Polonia Terra rossa €30 000+H Singolare - Doppio                            | Laurent Recouderc 6–3, 6–4                                   | Pablo Santos                                       | Antonio Veić Rameez Junaid              | Jan Hájek Simon Greul Pere Riba Alexandre Sidorenko                           |
| 16 giugno | Bytom Open 2008 Bytom, Polonia Terra rossa €30 000+H Singolare - Doppio                            | Marcin Gawron Mateusz Kowalczyk 6–4, 3–6, [10–7]             | Raphael Durek Blazej Koniusz                       | Antonio Veić Rameez Junaid              | Jan Hájek Simon Greul Pere Riba Alexandre Sidorenko                           |
| 16 giugno | Guzzini Challenger 2008 Recanati, Italia Cemento €35 000+H Singolare - Doppio                      | Horacio Zeballos 6–3, 6–4                                    | Grega Žemlja                                       | Franco Skugor Benedikt Dorsch           | Björn Phau Marko Tkalec Manuel Jorquera Evgenij Kirillov                      |
| 16 giugno | Guzzini Challenger 2008 Recanati, Italia Cemento €35 000+H Singolare - Doppio                      | Benedikt Dorsch Björn Phau 6–3, 7–5                          | Xin-Yuan Yu Zeng Shaoxuan                          | Franco Skugor Benedikt Dorsch           | Björn Phau Marko Tkalec Manuel Jorquera Evgenij Kirillov                      |
| 23 giugno | Mamaia Challenger 2008 Costanza, Romania Terra rossa €30 000+H Singolare - Doppio                  | Nicolas Devilder 6–3, 6(5)–7, 7–6(10)                        | Adrian Ungur                                       | Adrian Cruciat Iván Navarro             | Guillermo Alcaide Victor Crivoi Júlio Silva Marc López                        |
| 23 giugno | Mamaia Challenger 2008 Costanza, Romania Terra rossa €30 000+H Singolare - Doppio                  | Florin Mergea Horia Tecău 6–4, 6–2                           | Júlio Silva Simone Vagnozzi                        | Adrian Cruciat Iván Navarro             | Guillermo Alcaide Victor Crivoi Júlio Silva Marc López                        |
| 23 giugno | Camparini Gioielli Cup 2008 Reggio Emilia, Italia Terra rossa €42 000+H Singolare - Doppio         | Mathieu Montcourt 2–6, 6–2, 6–4                              | Pablo Andújar                                      | Leonardo Mayer Franco Ferreiro          | Daniel Gimeno Olivier Patience Juan Pablo Brzezicki Denis Istomin             |
| 23 giugno | Camparini Gioielli Cup 2008 Reggio Emilia, Italia Terra rossa €42 000+H Singolare - Doppio         | Xin-Yuan Yu Zeng Shaoxuan 6–3, 6–4                           | Mariano Hood Leonardo Mayer                        | Leonardo Mayer Franco Ferreiro          | Daniel Gimeno Olivier Patience Juan Pablo Brzezicki Denis Istomin             |
| 30 giugno | Open Diputación 2008 Cordova, Spagna Cemento €85 000+H Singolare - Doppio                          | Iván Navarro 6(4)–7, 6–3, 7–6(10)                            | Dick Norman                                        | Fernando Vicente Rui Machado            | Samuel Groth Matthias Bachinger Andrej Golubev Francesco Piccari              |
| 30 giugno | Open Diputación 2008 Cordova, Spagna Cemento €85 000+H Singolare - Doppio                          | Johan Brunström Jean-Julien Rojer 6–4, 6–3                   | Jamie Cerretani Dick Norman                        | Fernando Vicente Rui Machado            | Samuel Groth Matthias Bachinger Andrej Golubev Francesco Piccari              |
| 30 giugno | Irish Open Challenger 2008 Dublino, Irlanda Erba €64 000+H Singolare - Doppio                      | Robert Smeets 7–6(5), 6–2                                    | Frederik Nielsen                                   | Tomáš Cakl Jonathan Marray              | Prakash Amritraj Ivo Klec Björn Rehnquist Gilles Müller                       |
| 30 giugno | Irish Open Challenger 2008 Dublino, Irlanda Erba €64 000+H Singolare - Doppio                      | Prakash Amritraj Aisam-ul-Haq Qureshi 6–3, 7–6(6)            | Jonathan Marray Frederik Nielsen                   | Tomáš Cakl Jonathan Marray              | Prakash Amritraj Ivo Klec Björn Rehnquist Gilles Müller                       |
| 30 giugno | Challenger Lugano 2008 Lugano, Svizzera Terra rossa €85 000+H Singolare - Doppio                   | Luis Horna 7–6(1), 6–1                                       | Nicolas Devilder                                   | Olivier Patience Victor Crivoi          | Guillermo Cañas Éric Prodon Pablo Andújar Potito Starace                      |
| 30 giugno | Challenger Lugano 2008 Lugano, Svizzera Terra rossa €85 000+H Singolare - Doppio                   | Rameez Junaid Philipp Marx 7–6(7), 4–6, [10–7]               | Mariano Hood Eduardo Schwank                       | Olivier Patience Victor Crivoi          | Guillermo Cañas Éric Prodon Pablo Andújar Potito Starace                      |
| 30 giugno | Sporting Challenger 2008 Torino, Italia Terra rossa €85 000+H Singolare - Doppio                   | Fabio Fognini 6–3, 6–1                                       | Diego Junqueira                                    | Máximo González Frederico Gil           | Tobias Kamke Lamine Ouahab Alberto Martín Alessio Di Mauro                    |
| 30 giugno | Sporting Challenger 2008 Torino, Italia Terra rossa €85 000+H Singolare - Doppio                   | Carlos Berlocq Frederico Gil 6–4, 6–3                        | Tomáš Cibulec Jaroslav Levinský                    | Máximo González Frederico Gil           | Tobias Kamke Lamine Ouahab Alberto Martín Alessio Di Mauro                    |
| 30 giugno | Nielsen USTA Pro Tennis Championship 2008 Winnetka, Stati Uniti Cemento $50 000 Singolare - Doppio | Rajeev Ram 7–5, 6–4                                          | Scoville Jenkins                                   | Benedikt Dorsch Robert Kendrick         | Brendan Evans Amer Delić Luka Gregorc Gō Soeda                                |
| 30 giugno | Nielsen USTA Pro Tennis Championship 2008 Winnetka, Stati Uniti Cemento $50 000 Singolare - Doppio | Todd Widom Michael Yani 6–2, 6–2                             | Ti Chen Rubin Statham                              | Benedikt Dorsch Robert Kendrick         | Brendan Evans Amer Delić Luka Gregorc Gō Soeda                                |

### Luglio
| Settimana | Torneo                                                                                               | Vincitore                                                      | Finalista                               | Semifinalisti                       | Eliminati ai quarti                                                    |
| --------- | --- | -------------------------------------------------------------- | --------------------------------------- | ----------------------------------- | ---------------------------------------------------------------------- |
| 7 luglio  | Seguros Bolivar Open Bogotá 2008 Bogotà, Colombia Terra rossa $125 000 Singolare - Doppio            | Mariano Puerta 7–6(2), 7–5                                     | Ricardo Hocevar                         | Andre Miele Caio Zampieri           | Alejandro Falla Ricardo Mello Carlos Salamanca Damián Patriarca        |
| 7 luglio  | Seguros Bolivar Open Bogotá 2008 Bogotà, Colombia Terra rossa $125 000 Singolare - Doppio            | Xavier Malisse Carlos Salamanca 6–1, 6–4                       | Juan Sebastián Cabal Michael Quintero   | Andre Miele Caio Zampieri           | Alejandro Falla Ricardo Mello Carlos Salamanca Damián Patriarca        |
| 7 luglio  | Challenger Banque Nationale de Granby 2008 Granby, Canada Cemento $50 000 Singolare - Doppio         | Alex Bogdanović 7–6(14), 3–6, 7–6(6)                           | Danai Udomchoke                         | Todd Widom Frédéric Niemeyer        | Lester Cook Gary Lugassy Milan Pokrajac Michael Yani                   |
| 7 luglio  | Challenger Banque Nationale de Granby 2008 Granby, Canada Cemento $50 000 Singolare - Doppio         | Philip Bester Peter Polansky 2–6, 6–1, [10–5]                  | Alberto Francis Nicholas Monroe         | Todd Widom Frédéric Niemeyer        | Lester Cook Gary Lugassy Milan Pokrajac Michael Yani                   |
| 7 luglio  | Israel Open 2008 Ramat HaSharon, Israele Cemento $50 000 Singolare - Doppio                          | Marsel İlhan 6–4, 6–4                                          | Ivo Klec                                | Michail Elgin Colin Ebelthite       | Harel Levy Miles Armstrong Amir Weintraub Alexander Slabinsky          |
| 7 luglio  | Israel Open 2008 Ramat HaSharon, Israele Cemento $50 000 Singolare - Doppio                          | Yoni Erlich Andy Ram 6–3, 7–6(3)                               | Michail Elgin Serhij Bubka              | Michail Elgin Colin Ebelthite       | Harel Levy Miles Armstrong Amir Weintraub Alexander Slabinsky          |
| 7 luglio  | Carisap Tennis Cup 2008 San Benedetto del Tronto, Italia Terra rossa €30 000+H Singolare - Doppio    | Máximo González 6–4, 7–6(5)                                    | Diego Junqueira                         | Alexandre Sidorenko Stefano Galvani | Pere Riba Francesco Aldi Alessio Di Mauro José Antonio Sánchez de Luna |
| 7 luglio  | Carisap Tennis Cup 2008 San Benedetto del Tronto, Italia Terra rossa €30 000+H Singolare - Doppio    | Paolo Lorenzi Júlio Silva 6–3, 7–5                             | Catalin Gard Max Raditschnigg           | Alexandre Sidorenko Stefano Galvani | Pere Riba Francesco Aldi Alessio Di Mauro José Antonio Sánchez de Luna |
| 7 luglio  | Siemens Open 2008 Scheveningen, Paesi Bassi Terra rossa €85 000 Singolare - Doppio                   | Jesse Huta Galung 6–3, 6–4                                     | Diego Hartfield                         | Thiemo de Bakker Thierry Ascione    | Marco Crugnola Irakli Labadze Daniel Muñoz de la Nava Adrian Ungur     |
| 7 luglio  | Siemens Open 2008 Scheveningen, Paesi Bassi Terra rossa €85 000 Singolare - Doppio                   | Rameez Junaid Philipp Marx 5–7, 6–2, [10–6]                    | Matwé Middelkoop Melle Van Gemerden     | Thiemo de Bakker Thierry Ascione    | Marco Crugnola Irakli Labadze Daniel Muñoz de la Nava Adrian Ungur     |
| 14 luglio | Comerica Bank Challenger 2008 Aptos, Stati Uniti Cemento $75 000 Singolare - Doppio                  | Kevin Kim 7–5, 6–1                                             | Andrea Stoppini                         | Scoville Jenkins Carsten Ball       | Prakash Amritraj Todd Widom Michael Yani Simon Stadler                 |
| 14 luglio | Comerica Bank Challenger 2008 Aptos, Stati Uniti Cemento $75 000 Singolare - Doppio                  | Noam Okun Amir Weintraub 6–2, 6–1                              | Todd Widom Michael Yani                 | Scoville Jenkins Carsten Ball       | Prakash Amritraj Todd Widom Michael Yani Simon Stadler                 |
| 14 luglio | Riviera di Rimini Challenger 2008 Rimini, Italia Terra rossa €42 000 Singolare - Doppio              | Diego Junqueira 6–4, 6–3                                       | Walter Trusendi                         | Cristian Villagrán Alessio Di Mauro | Matwé Middelkoop Ilija Bozoljac Stefano Galvani Marco Crugnola         |
| 14 luglio | Riviera di Rimini Challenger 2008 Rimini, Italia Terra rossa €42 000 Singolare - Doppio              | Leonardo Azzaro Marco Crugnola 6–1, 6–1                        | Catalin Gard Matwé Middelkoop           | Cristian Villagrán Alessio Di Mauro | Matwé Middelkoop Ilija Bozoljac Stefano Galvani Marco Crugnola         |
| 14 luglio | Trofeo Manta Open 2008 Manta, Ecuador Cemento $35 000 Singolare - Doppio                             | Giovanni Lapentti 6–2, 6–4                                     | Ricardo Mello                           | Eric Nuñez Guillermo Alcaide        | Thyago Alves Daniel Silva João Souza Fernando Vicente                  |
| 14 luglio | Trofeo Manta Open 2008 Manta, Ecuador Cemento $35 000 Singolare - Doppio                             | Alejandro González Eduardo Struvay 7–5, 3–6, [10–7]            | Víctor Estrella Burgos Alejandro Fabbri | Eric Nuñez Guillermo Alcaide        | Thyago Alves Daniel Silva João Souza Fernando Vicente                  |
| 14 luglio | Moncton Men's Challenger 2008 Moncton, Canada Cemento $35 000 Singolare - Doppio                     | Xavier Malisse 6–4, 6–4                                        | Danai Udomchoke                         | Gastão Elias Erik Chvojka           | Kyu-Tae Im Nick Monroe Toshihide Matsui Tatsuma Itō                    |
| 14 luglio | Moncton Men's Challenger 2008 Moncton, Canada Cemento $35 000 Singolare - Doppio                     | Jae-Sung An Hiroki Kondo 6–2, 2–6, [12–10]                     | Daniel Chu Adil Shamasdin               | Gastão Elias Erik Chvojka           | Kyu-Tae Im Nick Monroe Toshihide Matsui Tatsuma Itō                    |
| 14 luglio | Manchester Trophy 2008 Manchester, Gran Bretagna Erba €30 000 Singolare - Doppio                     | Björn Rehnquist 7–6(8), 0–6, 6–3                               | Richard Bloomfield                      | Karol Beck Pavel Šnobel             | Robert Smeets Joshua Goodall Gouichi Motomura Samuel Groth             |
| 14 luglio | Manchester Trophy 2008 Manchester, Gran Bretagna Erba €30 000 Singolare - Doppio                     | Adam Feeney Robert Smeets 6–3, 6(5)–7, [10–6]                  | Harsh Mankad Ashutosh Singh             | Karol Beck Pavel Šnobel             | Robert Smeets Joshua Goodall Gouichi Motomura Samuel Groth             |
| 14 luglio | Oberstaufen Cup 2008 Oberstaufen, Germania Terra rossa €30 000 Singolare - Doppio                    | Łukasz Kubot 6–3, 6–4                                          | Juan Pablo Brzezicki                    | Jaroslav Pospíšil André Ghem        | Marcel Zimmermann Marc Sieber Victor Crivoi Nicolas Coutelot           |
| 14 luglio | Oberstaufen Cup 2008 Oberstaufen, Germania Terra rossa €30 000 Singolare - Doppio                    | Dušan Karol Jaroslav Pospíšil 6(2)–7, 6–1, [10–6]              | André Ghem Boy Westerhof                | Jaroslav Pospíšil André Ghem        | Marcel Zimmermann Marc Sieber Victor Crivoi Nicolas Coutelot           |
| 21 luglio | Fifth Third Bank Tennis Championships 2008 Lexington, Stati Uniti Cemento $50 000 Singolare - Doppio | Somdev Devvarman 6–3, 6–3                                      | Robert Kendrick                         | Xavier Malisse Dudi Sela            | Amer Delić Ryler De Heart Víctor Estrella Burgos Andrea Stoppini       |
| 21 luglio | Fifth Third Bank Tennis Championships 2008 Lexington, Stati Uniti Cemento $50 000 Singolare - Doppio | Andrea Stoppini Alessandro Da Col 7–5, 6–4                     | Olivier Charroin Erik Chvojka           | Xavier Malisse Dudi Sela            | Amer Delić Ryler De Heart Víctor Estrella Burgos Andrea Stoppini       |
| 21 luglio | Medjugorje Open 2008 Međugorje, Bosnia ed Erzegovina Cemento $50 000 Singolare - Doppio              | Iván Navarro 6–0, 6–2                                          | Pere Riba                               | Juan Pablo Brzezicki Martin Slanar  | Adrian Menendez Rui Machado Pablo Santos Laurent Recouderc             |
| 21 luglio | Medjugorje Open 2008 Međugorje, Bosnia ed Erzegovina Cemento $50 000 Singolare - Doppio              | Jan Minář Martin Slanar 7–5, 6–3                               | Pere Riba Pablo Santos                  | Juan Pablo Brzezicki Martin Slanar  | Adrian Menendez Rui Machado Pablo Santos Laurent Recouderc             |
| 21 luglio | Penza Cup 2008 Penza, Russia Cemento $50 000 Singolare - Doppio                                      | Benedikt Dorsch 1–6, 6–4, 7–6(6)                               | Serhij Stachovs'kyj                     | Matthew Ebden Michail Kukuškin      | Boy Westerhof Evgenij Kirillov Michail Elgin Pavel Čechov              |
| 21 luglio | Penza Cup 2008 Penza, Russia Cemento $50 000 Singolare - Doppio                                      | Denis Istomin Evgenij Kirillov 6–2, 3–6, [10–6]                | Boy Westerhof André Ghem                | Matthew Ebden Michail Kukuškin      | Boy Westerhof Evgenij Kirillov Michail Elgin Pavel Čechov              |
| 21 luglio | Poznań Porsche Open 2008 Poznań, Polonia Terra rossa €85 000+H Singolare - Doppio                    | Nicolas Devilder 7–5, 6–0                                      | Björn Phau                              | Boris Pašanski Alberto Martín       | Grzegorz Panfil Federico Gil Jurij Ščukin Michał Przysiężny            |
| 21 luglio | Poznań Porsche Open 2008 Poznań, Polonia Terra rossa €85 000+H Singolare - Doppio                    | Johan Brunström Jean-Julien Rojer 4–6, 6–0, [10–6]             | Santiago Giraldo Alberto Martín         | Boris Pašanski Alberto Martín       | Grzegorz Panfil Federico Gil Jurij Ščukin Michał Przysiężny            |
| 21 luglio | San Marino CEPU Open 2008 San Marino Terra rossa €85 000+H Singolare - Doppio                        | Filippo Volandri 5–7, 6–4, 6–1                                 | Potito Starace                          | Flavio Cipolla Viktor Troicki       | Carlos Berlocq Ilia Bozoljac Tejmuraz Gabašvili Albert Montañés        |
| 21 luglio | San Marino CEPU Open 2008 San Marino Terra rossa €85 000+H Singolare - Doppio                        | Yves Allegro Horia Tecău 7–5, 7–5                              | Fabio Colangelo Philipp Marx            | Flavio Cipolla Viktor Troicki       | Carlos Berlocq Ilia Bozoljac Tejmuraz Gabašvili Albert Montañés        |
| 28 luglio | BH Tennis Open International Cup 2008 Belo Horizonte, Brasile Cemento $35 000+H Singolare - Doppio   | Santiago González 6–4, 6–3                                     | Nicolás Massú                           | Leonardo Mayer Caio Zampieri        | Carlos Salamanca Aisam-ul-Haq Qureshi Andre Miele Juan Sebastián Cabal |
| 28 luglio | BH Tennis Open International Cup 2008 Belo Horizonte, Brasile Cemento $35 000+H Singolare - Doppio   | Santiago González Aisam-ul-Haq Qureshi 6–3, 7–6(3)             | Daniel Silva Caio Zampieri              | Leonardo Mayer Caio Zampieri        | Carlos Salamanca Aisam-ul-Haq Qureshi Andre Miele Juan Sebastián Cabal |
| 28 luglio | Zucchetti Kos Tennis Cup 2008 Cordenons, Italia Terra rossa €85 000+H Singolare - Doppio             | Filippo Volandri 6–3, 7–5                                      | Óscar Hernández                         | Thyago Alves Daniel Gimeno Traver   | Santiago Giraldo Tejmuraz Gabašvili Martín Vassallo Argüello Pere Riba |
| 28 luglio | Zucchetti Kos Tennis Cup 2008 Cordenons, Italia Terra rossa €85 000+H Singolare - Doppio             | Marco Crugnola Alessio Di Mauro 1–6, 6–4, [10–6]               | Martín García Sebastián Prieto          | Thyago Alves Daniel Gimeno Traver   | Santiago Giraldo Tejmuraz Gabašvili Martín Vassallo Argüello Pere Riba |
| 28 luglio | S Tennis Masters Challenger 2008 Graz, Austria Terra rossa €30 000+H Singolare - Doppio              | Jérémy Chardy 6–2, 6–1                                         | Sergio Roitman                          | Simon Greul Jiří Vaněk              | Rui Machado Pablo Andújar Sébastien de Chaunac Christophe Rochus       |
| 28 luglio | S Tennis Masters Challenger 2008 Graz, Austria Terra rossa €30 000+H Singolare - Doppio              | Gerald Melzer Jürgen Melzer 1–6, 7–6(8), [10–4]                | Julien Jeanpierre Nicolas Renavand      | Simon Greul Jiří Vaněk              | Rui Machado Pablo Andújar Sébastien de Chaunac Christophe Rochus       |
| 28 luglio | Mordovia Cup 2008 Saransk, Russia Terra rossa $50 000 Singolare - Doppio                             | Michail Elgin 7–6(6), 3–6, 6–3                                 | Denis Istomin                           | André Ghem Artur Černov             | Michail Kukuškin Andrej Kuznecov Pavel Chekhov Miles Armstrong         |
| 28 luglio | Mordovia Cup 2008 Saransk, Russia Terra rossa $50 000 Singolare - Doppio                             | Denis Istomin Evgenij Kirillov 6–2, 7–6(9)                     | Aleksandr Krasnoruckij Denis Macukevič  | André Ghem Artur Černov             | Michail Kukuškin Andrej Kuznecov Pavel Chekhov Miles Armstrong         |
| 28 luglio | Tampere Open 2008 Tampere, Finlandia Terra rossa €42 000 Singolare - Doppio                          | Mathieu Montcourt 6–2, 6–2                                     | Flavio Cipolla                          | Laurent Recouderc Boris Pašanski    | Jan Hernych Łukasz Kubot Éric Prodon Carlos Berlocq                    |
| 28 luglio | Tampere Open 2008 Tampere, Finlandia Terra rossa €42 000 Singolare - Doppio                          | Ervin Eleskovic Michael Ryderstedt 6–3, 6–4                    | Harri Heliövaara Henri Kontinen         | Laurent Recouderc Boris Pašanski    | Jan Hernych Łukasz Kubot Éric Prodon Carlos Berlocq                    |
| 28 luglio | Timișoara Challenger 2008 Timișoara, Romania Terra rossa €30 000+H Singolare - Doppio                | Daniel Brands 6–4, 7–6                                         | Daniel Muñoz de la Nava                 | Victor Crivoi Florin Mergea         | Nicolás Todero Juan Pablo Brzezicki Guillermo Alcaide Malek Jaziri     |
| 28 luglio | Timișoara Challenger 2008 Timișoara, Romania Terra rossa €30 000+H Singolare - Doppio                | Daniel Muñoz de la Nava Rubén Ramírez Hidalgo 3–6, 6–4, [11–9] | Adrian Cruciat Florin Mergea            | Victor Crivoi Florin Mergea         | Nicolás Todero Juan Pablo Brzezicki Guillermo Alcaide Malek Jaziri     |
| 28 luglio | Odlum Brown Vancouver Open 2008 Vancouver, Canada Cemento $100 000 Singolare - Doppio                | Dudi Sela 6–3, 6–0                                             | Kevin Kim                               | Gō Soeda Bobby Reynolds             | Somdev Devvarman Alex Bogdanović Peter Polansky Alex Bogomolov Jr.     |
| 28 luglio | Odlum Brown Vancouver Open 2008 Vancouver, Canada Cemento $100 000 Singolare - Doppio                | Eric Butorac Travis Parrott 6–4, 7–6(3)                        | Rik De Voest Ashley Fisher              | Gō Soeda Bobby Reynolds             | Somdev Devvarman Alex Bogdanović Peter Polansky Alex Bogomolov Jr.     |

### Agosto
| Settimana | Torneo | Vincitore                                              | Finalista                                          | Semifinalisti                                  | Eliminati ai quarti                                                       |
| --------- | --- | ------------------------------------------------------ | -------------------------------------------------- | ---------------------------------------------- | ------------------------------------------------------------------------- |
| 4 agosto  | Levene Gouldin & Thompson Tennis Challenger 2008 Binghamton, USA Cemento $50 000 Singolare - Doppio            | Paul Capdeville 4–6, 6–3, 6–1                          | Rajeev Ram                                         | Travis Helgeson Carsten Ball                   | Jesse Witten Lukáš Lacko Luigi D'Agord Brendan Evans                      |
| 4 agosto  | Levene Gouldin & Thompson Tennis Challenger 2008 Binghamton, USA Cemento $50 000 Singolare - Doppio            | Carsten Ball Travis Rettenmaier 6–3, 6–4               | Brian Battistone Dann Battistone                   | Travis Helgeson Carsten Ball                   | Jesse Witten Lukáš Lacko Luigi D'Agord Brendan Evans                      |
| 4 agosto  | Credicard Citi Mastercard Tennis Cup 2008 Campos do Jordão, Brasile Cemento $50 000+H Singolare - Doppio       | Brian Dabul 7–5, 6(6)–7, 6–3                           | Izak van der Merwe                                 | Leonardo Mayer Aisam-ul-Haq Qureshi            | Adam Feeney Roman Borvanov Ricardo Hocevar Daniel Silva                   |
| 4 agosto  | Credicard Citi Mastercard Tennis Cup 2008 Campos do Jordão, Brasile Cemento $50 000+H Singolare - Doppio       | Brian Dabul Marcel Felder 6–4, 7–6(9)                  | Marcio Torres Izak van der Merwe                   | Leonardo Mayer Aisam-ul-Haq Qureshi            | Adam Feeney Roman Borvanov Ricardo Hocevar Daniel Silva                   |
| 4 agosto  | New Delhi Challenger 3 2008 Nuova Delhi, India Cemento $50 000 Singolare - Doppio                              | Conor Niland 6–4, 6–4                                  | Tomáš Cakl                                         | Brydan Klein Joshua Goodall                    | Danai Udomchoke Toshihide Matsui Pierrick Ysern Gouichi Motomura          |
| 4 agosto  | New Delhi Challenger 3 2008 Nuova Delhi, India Cemento $50 000 Singolare - Doppio                              | Joshua Goodall James Ward 6–4, 6–1                     | Tasuku Iwami Hiroki Kondo                          | Brydan Klein Joshua Goodall                    | Danai Udomchoke Toshihide Matsui Pierrick Ysern Gouichi Motomura          |
| 4 agosto  | Samarkand Challenger 2008 Samarcanda, Uzbekistan Terra rossa $35 000+H Singolare - Doppio                      | Michail Elgin 7–6(4), 6–3                              | André Ghem                                         | Marek Semjan Denis Istomin                     | Vladimir Obradovic Jan Stancik Marsel İlhan Denis Macukevič               |
| 4 agosto  | Samarkand Challenger 2008 Samarcanda, Uzbekistan Terra rossa $35 000+H Singolare - Doppio                      | Irakli Labadze Denis Macukevič 7–6(1), 4–6, [10–3]     | Danil Arsenov Vaja Uzakov                          | Marek Semjan Denis Istomin                     | Vladimir Obradovic Jan Stancik Marsel İlhan Denis Macukevič               |
| 4 agosto  | Open Castilla y León 2008 Segovia, Spagna Cemento $125 000+H Singolare - Doppio                                | Serhij Stachovs'kyj 7–5, 7–6(4)                        | Thyago Alves                                       | Michael Berrer Iván Navarro                    | Philipp Petzschner Guillermo García López Jérémy Chardy Jesse Huta Galung |
| 4 agosto  | Open Castilla y León 2008 Segovia, Spagna Cemento $125 000+H Singolare - Doppio                                | Ross Hutchins Jim Thomas 7–6(3), 3–6, [10–8]           | Jaroslav Levinský Filip Polášek                    | Michael Berrer Iván Navarro                    | Philipp Petzschner Guillermo García López Jérémy Chardy Jesse Huta Galung |
| 11 agosto | GHI Bronx Tennis Classic 2008 Bronx, USA Cemento $50 000 Singolare - Doppio                                    | Lukáš Dlouhý 6–0, 6–1                                  | Leonardo Mayer                                     | Lukáš Rosol Ilija Bozoljac                     | Alex Bogdanović Simon Stadler Ryler DeHeart Paolo Lorenzi                 |
| 11 agosto | GHI Bronx Tennis Classic 2008 Bronx, USA Cemento $50 000 Singolare - Doppio                                    | Lukáš Dlouhý Tomáš Zíb 3–6, 6–4, [11–9]                | Andreas Beck Martin Fischer                        | Lukáš Rosol Ilija Bozoljac                     | Alex Bogdanović Simon Stadler Ryler DeHeart Paolo Lorenzi                 |
| 11 agosto | Bukhara Challenger 2008 Bukhara, Uzbekistan Cemento $35 000+H Singolare - Doppio                               | Denis Istomin 4–6, 6–1, 6–4                            | Illja Marčenko                                     | Blaž Kavčič André Ghem                         | Jeremy Blandin Konstantin Kravčuk Pavel Šnobel Oliver Marach              |
| 11 agosto | Bukhara Challenger 2008 Bukhara, Uzbekistan Cemento $35 000+H Singolare - Doppio                               | Pavel Čechov Michail Elgin 7–6(2), 6–1                 | Łukasz Kubot Oliver Marach                         | Blaž Kavčič André Ghem                         | Jeremy Blandin Konstantin Kravčuk Pavel Šnobel Oliver Marach              |
| 11 agosto | Istanbul Challenger 2008 Istanbul, Turchia Cemento $100 000+H Singolare - Doppio                               | Frederico Gil 6–4, 1–6, 6–3                            | Benedikt Dorsch                                    | Serhij Stachovs'kyj Björn Phau                 | Giancarlo Petrazzuolo Gilles Müller Michel Koning Fernando Vicente        |
| 11 agosto | Istanbul Challenger 2008 Istanbul, Turchia Cemento $100 000+H Singolare - Doppio                               | Michael Kohlmann Frank Moser 7–6(4), 6–4               | David Škoch Igor Zelenay                           | Serhij Stachovs'kyj Björn Phau                 | Giancarlo Petrazzuolo Gilles Müller Michel Koning Fernando Vicente        |
| 11 agosto | New Delhi Challenger 4 2008 Nuova Delhi, India Cemento $50 000 Singolare - Doppio                              | Dieter Kindlmann 7–6(3), 6–3                           | Joshua Goodall                                     | Danai Udomchoke Yang Tsung-hua                 | Jae-Sung An Miles Armstrong Brydan Klein Alexander Slabinsky              |
| 11 agosto | New Delhi Challenger 4 2008 Nuova Delhi, India Cemento $50 000 Singolare - Doppio                              | Harsh Mankad Ashutosh Singh 4–6, 6–4, [11–9]           | Rohan Gajjar Purav Raja                            | Danai Udomchoke Yang Tsung-hua                 | Jae-Sung An Miles Armstrong Brydan Klein Alexander Slabinsky              |
| 11 agosto | Cidade de Vigo 2008 Vigo, Spagna Terra rossa $35 000+H Singolare - Doppio                                      | Pablo Andújar 6–1, 3–6, 6–3                            | Marco Crugnola                                     | Rubén Ramírez Hidalgo Adrián Menéndez Maceiras | Lamine Ouahab Santiago Ventura Diego Junqueira Daniel Muñoz de la Nava    |
| 11 agosto | Cidade de Vigo 2008 Vigo, Spagna Terra rossa $35 000+H Singolare - Doppio                                      | Marco Crugnola Alessandro Motti 6–3, 4–6, [10–4]       | Pedro Clar Pablo Martín Adalia                     | Rubén Ramírez Hidalgo Adrián Menéndez Maceiras | Lamine Ouahab Santiago Ventura Diego Junqueira Daniel Muñoz de la Nava    |
| 18 agosto | IPP Trophy 2008 Ginevra, Svizzera Terra rossa $35 000+H Singolare - Doppio                                     | Kristof Vliegen 6–2, 6–1                               | Jurij Ščukin                                       | Dominik Meffert Olivier Patience               | Giancarlo Petrazzuolo André Ghem Sebastián Decoud Mariano Puerta          |
| 18 agosto | IPP Trophy 2008 Ginevra, Svizzera Terra rossa $35 000+H Singolare - Doppio                                     | Daniel Köllerer Frank Moser 7–6(5), 3–6, [10–8]        | Rameez Junaid Philipp Marx                         | Dominik Meffert Olivier Patience               | Giancarlo Petrazzuolo André Ghem Sebastián Decoud Mariano Puerta          |
| 18 agosto | Karshi Challenger 2008 Karshi, Uzbekistan Cemento $35 000+H Singolare - Doppio                                 | Denis Istomin 6–3, 7–6(4)                              | Michail Elgin                                      | Blaž Kavčič Serhij Bubka                       | Philipp Oswald Pavel Šnobel Rogério Dutra da Silva Vladimir Obradovic     |
| 18 agosto | Karshi Challenger 2008 Karshi, Uzbekistan Cemento $35 000+H Singolare - Doppio                                 | Łukasz Kubot Oliver Marach 6–4, 6–4                    | Andreas Haider-Maurer Philipp Oswald               | Blaž Kavčič Serhij Bubka                       | Philipp Oswald Pavel Šnobel Rogério Dutra da Silva Vladimir Obradovic     |
| 18 agosto | Antonio Savoldi-Marco Cò - Trofeo Dimmidisì 2008 Manerbio, Italia Terra rossa $75 000+H Singolare - Doppio     | Victor Crivoi 7–6(10), 6–2                             | Christophe Rochus                                  | Alessio Di Mauro Filippo Volandri              | Thiemo de Bakker Mathieu Montcourt Pere Riba Michail Kukuškin             |
| 18 agosto | Antonio Savoldi-Marco Cò - Trofeo Dimmidisì 2008 Manerbio, Italia Terra rossa $75 000+H Singolare - Doppio     | Thomas Fabbiano Boris Pašanski 7–6(7), 7–5             | Massimo Dell'Acqua Alessio Di Mauro                | Alessio Di Mauro Filippo Volandri              | Thiemo de Bakker Mathieu Montcourt Pere Riba Michail Kukuškin             |
| 18 agosto | Concurso Internacional Tenis San Sebastian 2008 San Sebastián, Spagna Terra rossa $35 000+H Singolare - Doppio | Pablo Andújar 6–4, 6–1                                 | Rubén Ramírez Hidalgo                              | Daniel Gimeno Traver Santiago Ventura          | Pablo Santos Boy Westerhof Agostoin Gensse Sergio Gutiérrez Ferrol        |
| 18 agosto | Concurso Internacional Tenis San Sebastian 2008 San Sebastián, Spagna Terra rossa $35 000+H Singolare - Doppio | Marc López Gabriel Trujillo Soler 6(3)–7, 6–3, [10–6]  | Rubén Ramírez Hidalgo José Antonio Sánchez de Luna | Daniel Gimeno Traver Santiago Ventura          | Pablo Santos Boy Westerhof Agostoin Gensse Sergio Gutiérrez Ferrol        |
| 25 agosto | Almaty Cup 2008 Almaty, Kazakistan Terra rossa $35 000+H Singolare - Doppio                                    | Sebastián Decoud 6–4, 6–2                              | Alex Bogomolov Jr.                                 | Alexander Flock Rogério Dutra da Silva         | Alexey Kedriouk Mariano Puerta Michail Kukuškin Diego Álvarez             |
| 25 agosto | Almaty Cup 2008 Almaty, Kazakistan Terra rossa $35 000+H Singolare - Doppio                                    | Aleksandr Krasnoruckij Denys Molčanov 3–6, 6–3, [10–2] | Syrym Abdukhalikov Alex Bogomolov Jr.              | Alexander Flock Rogério Dutra da Silva         | Alexey Kedriouk Mariano Puerta Michail Kukuškin Diego Álvarez             |
| 25 agosto | Città di Como Challenger 2008 Como, Italia Terra rossa €42 000+H Singolare - Doppio                            | Diego Junqueira 2–0 ritiro                             | Daniel Köllerer                                    | Juan Pablo Brzezicki Nicolás Massú             | Victor Crivoi Alberto Brizzi Jean-René Lisnard Alessio Di Mauro           |
| 25 agosto | Città di Como Challenger 2008 Como, Italia Terra rossa €42 000+H Singolare - Doppio                            | Mariano Hood Alberto Martín 6–1, 6–4                   | Guillermo Hormazábal Antonio Veić                  | Juan Pablo Brzezicki Nicolás Massú             | Victor Crivoi Alberto Brizzi Jean-René Lisnard Alessio Di Mauro           |
| 25 agosto | Black Forest Open 2008 Freudenstadt, Germania Terra rossa €30 000+H Singolare - Doppio                         | Simon Greul 6–3, 6–4                                   | Matthias Bachinger                                 | Jurij Ščukin Kristof Vliegen                   | Flávio Saretta Bohdan Ulihrach Marc López Daniel Brands                   |
| 25 agosto | Black Forest Open 2008 Freudenstadt, Germania Terra rossa €30 000+H Singolare - Doppio                         | Dick Norman Kristof Vliegen 6–3, 6–3                   | Rainer Eitzinger Armin Sandbichler                 | Jurij Ščukin Kristof Vliegen                   | Flávio Saretta Bohdan Ulihrach Marc López Daniel Brands                   |

### Settembre
| Settimana    | Torneo                                                                                               | Vincitore                                                | Finalista                             | Semifinalisti                          | Eliminati ai quarti                                                             |
| ------------ | --- | -------------------------------------------------------- | ------------------------------------- | -------------------------------------- | ------------------------------------------------------------------------------- |
| 1º settembre | TEAN International 2008 Alphen, Paesi Bassi Terra rossa $50 000 Singolare - Doppio                   | Simon Greul 6–4, 6–3                                     | Iván Navarro                          | Jesse Huta Galung Andrej Golubev       | Michel Koning Thiemo de Bakker Peter Wessels Pere Riba                          |
| 1º settembre | TEAN International 2008 Alphen, Paesi Bassi Terra rossa $50 000 Singolare - Doppio                   | Rameez Junaid Philipp Marx 6–3, 6–2                      | Bart Beks Matwé Middelkoop            | Jesse Huta Galung Andrej Golubev       | Michel Koning Thiemo de Bakker Peter Wessels Pere Riba                          |
| 1º settembre | Brașov Challenger 2008 Brașov, Romania Terra rossa $35 000+H Singolare - Doppio                      | Daniel Gimeno Traver 4–6, 6–4, 6–4                       | Alexander Flock                       | Pablo Santos Adrian Cruciat            | Daniel Muñoz de la Nava Luca Vanni Dacian Craciun Daniel Silva                  |
| 1º settembre | Brașov Challenger 2008 Brașov, Romania Terra rossa $35 000+H Singolare - Doppio                      | David Marrero Daniel Muñoz de la Nava 6–4, 6–3           | Carlos Poch Gradin Pablo Santos       | Pablo Santos Adrian Cruciat            | Daniel Muñoz de la Nava Luca Vanni Dacian Craciun Daniel Silva                  |
| 1º settembre | UTC Open 2008 Čerkasy, Ucraina Terra rossa $50 000+H Singolare - Doppio                              | Olivier Patience 6–2, 6–0                                | Denis Istomin                         | Serhij Bubka Serhij Stachovs'kyj       | Illja Marčenko Jonathan Dasnieres de Veigy Irakli Labadze Daniel Brands         |
| 1º settembre | UTC Open 2008 Čerkasy, Ucraina Terra rossa $50 000+H Singolare - Doppio                              | Michail Elgin Aleksandr Krasnoruckij 6–4, 7–5            | Serhij Bubka Serhij Stachovs'kyj      | Serhij Bubka Serhij Stachovs'kyj       | Illja Marčenko Jonathan Dasnieres de Veigy Irakli Labadze Daniel Brands         |
| 1º settembre | Düsseldorf Challenger 2008 Düsseldorf, Germania Terra rossa $35 000+H Singolare - Doppio             | Kristof Vliegen 6–0, 6–3                                 | Andreas Beck                          | Evgenij Korolëv Dominik Meffert        | Jurij Ščukin Tobias Clemens Lukáš Rosol Santiago Ventura                        |
| 1º settembre | Düsseldorf Challenger 2008 Düsseldorf, Germania Terra rossa $35 000+H Singolare - Doppio             | Jan Hájek Tomáš Zíb 1–6, 6–2, [10–7]                     | Lukáš Rosol Igor Zelenay              | Evgenij Korolëv Dominik Meffert        | Jurij Ščukin Tobias Clemens Lukáš Rosol Santiago Ventura                        |
| 1º settembre | Genoa Open Challenger 2008 Genova, Italia Terra rossa $35 000+H Singolare - Doppio                   | Fabio Fognini 6–4, 6–3                                   | Gianluca Naso                         | Nicolás Massú Alberto Brizzi           | Andrea Arnaboldi Konstantinos Economidis Frederico Gil Cristian Villagrán       |
| 1º settembre | Genoa Open Challenger 2008 Genova, Italia Terra rossa $35 000+H Singolare - Doppio                   | Gianluca Naso Walter Trusendi 6–2, 7–6(2)                | Stefano Galvani Domenico Vicini       | Nicolás Massú Alberto Brizzi           | Andrea Arnaboldi Konstantinos Economidis Frederico Gil Cristian Villagrán       |
| 8 settembre  | Alexander Kolyaskin Memorial 2008 Donec'k, Ucraina Cemento $50 000+H Singolare - Doppio              | Igor' Kunicyn 6–3, 6–3                                   | Serhij Bubka                          | Harel Levy Illja Marčenko              | Louk Sorensen Alex Bogomolov Jr. Daniel Brands Konstantin Kravčuk               |
| 8 settembre  | Alexander Kolyaskin Memorial 2008 Donec'k, Ucraina Cemento $50 000+H Singolare - Doppio              | Xavier Malisse Dick Norman 4–6, 6–1, [13–11]             | Harel Levy Noam Okun                  | Harel Levy Illja Marčenko              | Louk Sorensen Alex Bogomolov Jr. Daniel Brands Konstantin Kravčuk               |
| 8 settembre  | BMW Ljubljana Open 2008 Lubiana, Slovenia Terra rossa €42 000 Singolare - Doppio                     | Ilija Bozoljac 6–4, 6–3                                  | Giancarlo Petrazzuolo                 | Robin Haase Roko Karanušić             | Grega Žemlja James McGee Sergio Roitman Conor Niland                            |
| 8 settembre  | BMW Ljubljana Open 2008 Lubiana, Slovenia Terra rossa €42 000 Singolare - Doppio                     | Juan Pablo Brzezicki Mariano Hood 7–5, 7–6(4)            | Rameez Junaid Philipp Marx            | Robin Haase Roko Karanušić             | Grega Žemlja James McGee Sergio Roitman Conor Niland                            |
| 8 settembre  | Open d'Orleans 2008 Orléans, Francia Cemento €106 000+H Singolare - Doppio                           | Nicolas Mahut 5–7, 6–1, 7–6(2)                           | Christophe Rochus                     | Michael Berrer Marcos Baghdatis        | Matwé Middelkoop Josselin Ouanna Alex Bogdanović Alexandre Sidorenko            |
| 8 settembre  | Open d'Orleans 2008 Orléans, Francia Cemento €106 000+H Singolare - Doppio                           | Serhij Stachovs'kyj Lovro Zovko 7–6(7), 6–4              | Jean-Claude Scherrer Igor Zelenay     | Michael Berrer Marcos Baghdatis        | Matwé Middelkoop Josselin Ouanna Alex Bogdanović Alexandre Sidorenko            |
| 8 settembre  | Challenger ATP Club Premium Open 2008 Quito, Ecuador Terra rossa $35 000+H Singolare - Doppio        | Giovanni Lapentti 6–4, 6–4                               | Riccardo Ghedin                       | Eric Nunez Diego Álvarez               | Luigi D'Agord Juan Sebastián Cabal Víctor Estrella Burgos Julio Cesar Campozano |
| 8 settembre  | Challenger ATP Club Premium Open 2008 Quito, Ecuador Terra rossa $35 000+H Singolare - Doppio        | Hugo Armando Leonardo Mayer 7–5, 6–2                     | Ricardo Mello Caio Zampieri           | Eric Nunez Diego Álvarez               | Luigi D'Agord Juan Sebastián Cabal Víctor Estrella Burgos Julio Cesar Campozano |
| 8 settembre  | Copa Sevilla 2008 Siviglia, Spagna Terra gialla €42 000+H Singolare - Doppio                         | Pere Riba 6–1, 6–3                                       | Enrico Burzi                          | Marc Fornell Marco Crugnola            | Santiago Ventura Marc López Flavio Cipolla Martín Alund                         |
| 8 settembre  | Copa Sevilla 2008 Siviglia, Spagna Terra gialla €42 000+H Singolare - Doppio                         | David Marrero Pablo Santos 2–6, 6–2, [10–8]              | Rogério Dutra da Silva Flávio Saretta | Marc Fornell Marco Crugnola            | Santiago Ventura Marc López Flavio Cipolla Martín Alund                         |
| 8 settembre  | USTA Challenger of Oklahoma 2008 Tulsa, USA Cemento $50 000 Singolare - Doppio                       | Kevin Kim 6–3, 3–6, 6–4                                  | Vince Spadea                          | Bobby Reynolds Wayne Odesnik           | Frank Dancevic Phillip Simmonds Brendan Evans Sam Warburg                       |
| 8 settembre  | USTA Challenger of Oklahoma 2008 Tulsa, USA Cemento $50 000 Singolare - Doppio                       | Ashley Fisher Stephen Huss 7–6(4), 6–3                   | Rajeev Ram Bobby Reynolds             | Bobby Reynolds Wayne Odesnik           | Frank Dancevic Phillip Simmonds Brendan Evans Sam Warburg                       |
| 15 settembre | Banja Luka Challenger 2008 Banja Luka, Bosnia ed Erzegovina Terra rossa €30 000+H Singolare - Doppio | Ilija Bozoljac 6–4, 6–4                                  | Daniel Gimeno Traver                  | Attila Balázs Pablo Santos             | Dieter Kindlmann Nikola Ciric Laurent Recouderc Ivan Dodig                      |
| 15 settembre | Banja Luka Challenger 2008 Banja Luka, Bosnia ed Erzegovina Terra rossa €30 000+H Singolare - Doppio | Attila Balázs Amir Hadad 7–5, 6–2                        | Rameez Junaid Philipp Marx            | Attila Balázs Pablo Santos             | Dieter Kindlmann Nikola Ciric Laurent Recouderc Ivan Dodig                      |
| 15 settembre | Seguros Bolivar Open Cali 2008 Cali, Colombia Terra rossa $75 000+H Singolare - Doppio               | Marcos Daniel 6–2, ritiro                                | Leonardo Mayer                        | Santiago Giraldo Diego Hartfield       | Michael Quintero Horacio Zeballos Ricardo Hocevar Brian Dabul                   |
| 15 settembre | Seguros Bolivar Open Cali 2008 Cali, Colombia Terra rossa $75 000+H Singolare - Doppio               | Juan Sebastián Cabal Alejandro Falla 7–6(6), 6–3         | Brian Dabul Horacio Zeballos          | Santiago Giraldo Diego Hartfield       | Michael Quintero Horacio Zeballos Ricardo Hocevar Brian Dabul                   |
| 15 settembre | Pekao Open 2008 Stettino, Polonia Terra rossa €106 000+H Singolare - Doppio                          | Florent Serra 6–4, 6–3                                   | Albert Montañés                       | Łukasz Kubot Jerzy Janowicz            | Juan Pablo Brzezicki Alberto Martín Marcin Gawron Daniel Köllerer               |
| 15 settembre | Pekao Open 2008 Stettino, Polonia Terra rossa €106 000+H Singolare - Doppio                          | David Marrero Dawid Olejniczak 7–6(4), 6–3               | Łukasz Kubot Oliver Marach            | Łukasz Kubot Jerzy Janowicz            | Juan Pablo Brzezicki Alberto Martín Marcin Gawron Daniel Köllerer               |
| 15 settembre | Internazionali di Tennis dell'Umbria 2008 Todi, Italia Terra rossa €42 000+H Singolare - Doppio      | Tomas Tenconi 4–6, 6–3, 6–0                              | Rubén Ramírez Hidalgo                 | Alessio Di Mauro Marco Crugnola        | Martín Alund Paolo Lorenzi Federico Luzzi Gianluca Naso                         |
| 15 settembre | Internazionali di Tennis dell'Umbria 2008 Todi, Italia Terra rossa €42 000+H Singolare - Doppio      | Gianluca Naso Walter Trusendi 4–6, 7–6(3), [10–4]        | Alberto Brizzi Alessandro Motti       | Alessio Di Mauro Marco Crugnola        | Martín Alund Paolo Lorenzi Federico Luzzi Gianluca Naso                         |
| 15 settembre | Waco Tennis Challenger 2008 Waco, USA Cemento $50 000 Singolare - Doppio                             | Vince Spadea 6–0, 6–1                                    | Joseph Sirianni                       | Alex Bogomolov Jr. Benedikt Dorsch     | Todd Widom Phillip Simmonds John Isner Peter Polansky                           |
| 15 settembre | Waco Tennis Challenger 2008 Waco, USA Cemento $50 000 Singolare - Doppio                             | Alex Bogomolov Jr. Dušan Vemić 6–4, 5–7, [10–8]          | Alberto Francis Nick Monroe           | Alex Bogomolov Jr. Benedikt Dorsch     | Todd Widom Phillip Simmonds John Isner Peter Polansky                           |
| 22 settembre | Copa Petrobras Bogotá 2008 Bogotà, Colombia Terra rossa $75 000+H Singolare - Doppio                 | Marcos Daniel 6–4, 4–6, 6–4                              | Horacio Zeballos                      | Ricardo Hocevar Alejandro Falla        | Diego Álvarez Ricardo Mello Mariano Puerta Sergio Roitman                       |
| 22 settembre | Copa Petrobras Bogotá 2008 Bogotà, Colombia Terra rossa $75 000+H Singolare - Doppio                 | Juan Sebastián Cabal Alejandro Falla 3–6, 7–6(7), [10–8] | Alejandro Fabbri Horacio Zeballos     | Ricardo Hocevar Alejandro Falla        | Diego Álvarez Ricardo Mello Mariano Puerta Sergio Roitman                       |
| 22 settembre | Bucarest Challenger 2008 Challenger 2008 Bucarest, Romania Terra rossa €30 000+H Singolare - Doppio  | Santiago Ventura 5–7, 6–4, 6–2                           | Victor Crivoi                         | Máximo González Rubén Ramírez Hidalgo  | Adrian Cruciat Éric Prodon Marius Copil Gero Kretschmer                         |
| 22 settembre | Bucarest Challenger 2008 Challenger 2008 Bucarest, Romania Terra rossa €30 000+H Singolare - Doppio  | Rubén Ramírez Hidalgo Santiago Ventura 6–3, 5–7, [10–6]  | Andrea Arnaboldi Máximo González      | Máximo González Rubén Ramírez Hidalgo  | Adrian Cruciat Éric Prodon Marius Copil Gero Kretschmer                         |
| 22 settembre | Grenoble Challenger 2008 Grenoble, Francia Cemento indoor $50 000+H Singolare - Doppio               | Kristof Vliegen 6–4, 6–3                                 | Alexandre Sidorenko                   | Jonathan Eysseric Martin Fischer       | Josselin Ouanna Pierre Metenier Rik De Voest Gary Lugassy                       |
| 22 settembre | Grenoble Challenger 2008 Grenoble, Francia Cemento indoor $50 000+H Singolare - Doppio               | Martin Fischer Philipp Oswald 6(5)–7, 7–5, [10–7]        | Niels Desein Dick Norman              | Jonathan Eysseric Martin Fischer       | Josselin Ouanna Pierre Metenier Rik De Voest Gary Lugassy                       |
| 22 settembre | Lubbock Challenger 2008 Lubbock, USA Cemento $50 000 Singolare - Doppio                              | John Isner 7–6(2), 4–6, 6–2                              | Frank Dancevic                        | Giovanni Lapentti Dušan Vemić          | Todd Widom Alex Bogomolov Jr. Rajeev Ram Kevin Kim                              |
| 22 settembre | Lubbock Challenger 2008 Lubbock, USA Cemento $50 000 Singolare - Doppio                              | Roman Borvanov Artëm Sitak 6–2, 6–3                      | Alex Bogomolov Jr. Dušan Vemić        | Giovanni Lapentti Dušan Vemić          | Todd Widom Alex Bogomolov Jr. Rajeev Ram Kevin Kim                              |
| 22 settembre | Tennislife Cup 2008 Napoli, Italia Terra rossa €42 000+H Singolare - Doppio                          | Tomas Tenconi 6(6)–7, 6–3, 6–1                           | Lamine Ouahab                         | Daniel Muñoz de la Nava Simon Greul    | Potito Starace Martín Vassallo Argüello Alessio Di Mauro Filippo Volandri       |
| 22 settembre | Tennislife Cup 2008 Napoli, Italia Terra rossa €42 000+H Singolare - Doppio                          | Leonardo Azzaro Alessandro Motti 6(5)–7, 6–3, [10–7]     | Ismar Gorcic Antonio Maiorano         | Daniel Muñoz de la Nava Simon Greul    | Potito Starace Martín Vassallo Argüello Alessio Di Mauro Filippo Volandri       |
| 22 settembre | ATP Challenger Trophy 2008 Trnava, Slovacchia Terra rossa €85 000+H Singolare - Doppio               | Alberto Martín 6–2, 6–0                                  | Julian Reister                        | Jaroslav Pospíšil Aleksandr Dolhopolov | Daniel Köllerer Christophe Rochus Daniel Gimeno Traver Dawid Olejniczak         |
| 22 settembre | ATP Challenger Trophy 2008 Trnava, Slovacchia Terra rossa €85 000+H Singolare - Doppio               | David Škoch Igor Zelenay 6–3, 6–1                        | Daniel Köllerer Michal Mertiňák       | Jaroslav Pospíšil Aleksandr Dolhopolov | Daniel Köllerer Christophe Rochus Daniel Gimeno Traver Dawid Olejniczak         |
| 29 settembre | Brazil Challenger 2008 Aracaju, Brasile Terra rossa $75 000+H Singolare - Doppio                     | Paul Capdeville 7–5, 6–4                                 | Thyago Alves                          | Carlos Poch Gradin Diego Junqueira     | Rogério Dutra da Silva Nicolás Massú Brian Dabul João Souza                     |
| 29 settembre | Brazil Challenger 2008 Aracaju, Brasile Terra rossa $75 000+H Singolare - Doppio                     | Juan Martín Aranguren Franco Ferreiro 6–4, 6–4           | Thyago Alves João Souza               | Carlos Poch Gradin Diego Junqueira     | Rogério Dutra da Silva Nicolás Massú Brian Dabul João Souza                     |
| 29 settembre | Ethias Trophy 2008 Mons, Belgio Cemento indoor €106 000+H Singolare - Doppio                         | Tejmuraz Gabašvili 6–4, 6–4                              | Édouard Roger-Vasselin                | Christophe Rochus Olivier Rochus       | Steve Darcis Chris Guccione Igor' Kunicyn Fabrice Santoro                       |
| 29 settembre | Ethias Trophy 2008 Mons, Belgio Cemento indoor €106 000+H Singolare - Doppio                         | Michal Mertiňák Lovro Zovko 7–5, 6–3                     | Yves Allegro Horia Tecău              | Christophe Rochus Olivier Rochus       | Steve Darcis Chris Guccione Igor' Kunicyn Fabrice Santoro                       |
| 29 settembre | Open Tarragona Costa Daurada 2008 Tarragona, Spagna Terra rossa €42 000+H Singolare - Doppio         | Alberto Martín 6(5)–7, 6–4, 6–4                          | Simon Greul                           | Miguel Angel López-Jaen Lamine Ouahab  | Matwé Middelkoop Pablo Santos Máximo González Pere Riba                         |
| 29 settembre | Open Tarragona Costa Daurada 2008 Tarragona, Spagna Terra rossa €42 000+H Singolare - Doppio         | Dušan Karol Daniel Köllerer 6–2, 6–2                     | Marc Fornell Mestres Marc López       | Miguel Angel López-Jaen Lamine Ouahab  | Matwé Middelkoop Pablo Santos Máximo González Pere Riba                         |

### Ottobre
| Settimana  | Torneo                                                                                               | Vincitore                                           | Finalista                                  | Semifinalisti                            | Eliminati ai quarti                                                       |
| ---------- | --- | --------------------------------------------------- | ------------------------------------------ | ---------------------------------------- | ------------------------------------------------------------------------- |
| 6 ottobre  | Asunción Challenger 2008 Asunción, Paraguay Terra rossa $75 000+H Singolare - Doppio                 | Martín Vassallo Argüello 3–6, 6–3, 7–6(2)           | Leonardo Mayer                             | Pablo Cuevas Brian Dabul                 | Luis Horna Rui Machado Franco Ferreiro Diego Hartfield                    |
| 6 ottobre  | Asunción Challenger 2008 Asunción, Paraguay Terra rossa $75 000+H Singolare - Doppio                 | Alejandro Fabbri Leonardo Mayer 7–5, 6–4            | Martín García Mariano Hood                 | Pablo Cuevas Brian Dabul                 | Luis Horna Rui Machado Franco Ferreiro Diego Hartfield                    |
| 6 ottobre  | Aberto de Florianópolis 2008 Florianópolis, Brasile Terra rossa $35 000+H Singolare - Doppio         | Nicolás Massú 6(4)–7, 6–2, 6–1                      | Olivier Patience                           | Diego Junqueira Peter Luczak             | Pablo Santos Thiago Alves Júlio Silva Paul Capdeville                     |
| 6 ottobre  | Aberto de Florianópolis 2008 Florianópolis, Brasile Terra rossa $35 000+H Singolare - Doppio         | Rogério Dutra da Silva Júlio Silva 3–6, 6–4, [10–4] | Ricardo Hocevar Andre Miele                | Diego Junqueira Peter Luczak             | Pablo Santos Thiago Alves Júlio Silva Paul Capdeville                     |
| 6 ottobre  | Open de Rennes 2008 Rennes, Francia Cemento indoor €42 000+H Singolare - Doppio                      | Josselin Ouanna 6–2, 6–3                            | Adrian Mannarino                           | David Guez Alexandre Sidorenko           | Andreas Beck Sébastien de Chaunac Édouard Roger-Vasselin Dieter Kindlmann |
| 6 ottobre  | Open de Rennes 2008 Rennes, Francia Cemento indoor €42 000+H Singolare - Doppio                      | James Auckland Dick Norman 6–3, 6–4                 | Yves Allegro Horia Tecău                   | David Guez Alexandre Sidorenko           | Andreas Beck Sébastien de Chaunac Édouard Roger-Vasselin Dieter Kindlmann |
| 6 ottobre  | Natomas Men's Professional Tennis Tournament 2008 Sacramento, USA Cemento $50 000 Singolare - Doppio | Donald Young 6–4, 6–1                               | Robert Kendrick                            | Wayne Odesnik Michael Russell            | Scoville Jenkins John Isner Carsten Ball Alex Bogomolov Jr.               |
| 6 ottobre  | Natomas Men's Professional Tennis Tournament 2008 Sacramento, USA Cemento $50 000 Singolare - Doppio | Brian Battistone Dann Battistone 1–6, 6–3, [10–4]   | John Isner Rajeev Ram                      | Wayne Odesnik Michael Russell            | Scoville Jenkins John Isner Carsten Ball Alex Bogomolov Jr.               |
| 13 ottobre | Calabasas Pro Tennis Championships 2008 Calabasas, USA Cemento $50 000 Singolare - Doppio            | Vince Spadea 7–6(5), 6–4                            | Sam Warburg                                | Frank Dancevic Donald Young              | Prakash Amritraj Michael Russell Ryan Sweeting Robert Kendrick            |
| 13 ottobre | Calabasas Pro Tennis Championships 2008 Calabasas, USA Cemento $50 000 Singolare - Doppio            | Ilija Bozoljac Dušan Vemić 1–6, 6–3, [13–11]        | Somdev Devvarman Nathan Healey             | Frank Dancevic Donald Young              | Prakash Amritraj Michael Russell Ryan Sweeting Robert Kendrick            |
| 13 ottobre | Kolding Challenger 2008 Kolding, Danimarca Cemento indoor €42 000+H Singolare - Doppio               | Roko Karanušić 6–4, 6–4                             | Karol Beck                                 | Martin Fischer Brendan Evans             | Alexander Peya Thierry Ascione Joseph Sirianni Matwé Middelkoop           |
| 13 ottobre | Kolding Challenger 2008 Kolding, Danimarca Cemento indoor €42 000+H Singolare - Doppio               | Brendan Evans Chris Haggard 6–3, 7–5                | James Auckland Todd Perry                  | Martin Fischer Brendan Evans             | Alexander Peya Thierry Ascione Joseph Sirianni Matwé Middelkoop           |
| 13 ottobre | Copa Petrobras Montevideo 2008 Montevideo, Uruguay Terra rossa $75 000+H Singolare - Doppio          | Peter Luczak walkover                               | Nicolás Massú                              | Santiago Ventura Pablo Cuevas            | Jean-René Lisnard Leonardo Mayer Rubén Ramírez Hidalgo Daniel Köllerer    |
| 13 ottobre | Copa Petrobras Montevideo 2008 Montevideo, Uruguay Terra rossa $75 000+H Singolare - Doppio          | Franco Ferreiro Flávio Saretta 6–3, 6–2             | Daniel Gimeno Traver Rubén Ramírez Hidalgo | Santiago Ventura Pablo Cuevas            | Jean-René Lisnard Leonardo Mayer Rubén Ramírez Hidalgo Daniel Köllerer    |
| 13 ottobre | Tashkent Challenger 2008 Tashkent, Uzbekistan Cemento $125 000+H Singolare - Doppio                  | Lu Yen-hsun 6–3, 6–2                                | Mathieu Montcourt                          | Michael Berrer Denis Istomin             | Björn Phau Pavel Šnobel Denis Gremelmayr Dudi Sela                        |
| 13 ottobre | Tashkent Challenger 2008 Tashkent, Uzbekistan Cemento $125 000+H Singolare - Doppio                  | Flavio Cipolla Pavel Šnobel 6–3, 6–4                | Michail Elgin Aleksandr Kudrjavcev         | Michael Berrer Denis Istomin             | Björn Phau Pavel Šnobel Denis Gremelmayr Dudi Sela                        |
| 20 ottobre | Copa Petrobras Argentina 2008 Buenos Aires, Argentina Terra rossa $75 000+H Singolare - Doppio       | Martín Vassallo Argüello 6–3, 4–6, 7–5              | Rubén Ramírez Hidalgo                      | Sergio Roitman Thomaz Bellucci           | Peter Luczak Diego Junqueira Daniel Muñoz de la Nava Olivier Patience     |
| 20 ottobre | Copa Petrobras Argentina 2008 Buenos Aires, Argentina Terra rossa $75 000+H Singolare - Doppio       | Máximo González Sebastián Prieto 7–5, 6–3           | Thomaz Bellucci Rubén Ramírez Hidalgo      | Sergio Roitman Thomaz Bellucci           | Peter Luczak Diego Junqueira Daniel Muñoz de la Nava Olivier Patience     |
| 20 ottobre | Samsung Securities Cup 2008 Seul, Corea del Sud Cemento $125 000+H Singolare - Doppio                | Hyung-Taik Lee 6–4, 6–0                             | Ivo Minář                                  | Danai Udomchoke Lu Yen-hsun              | Adrian Cruciat Rik De Voest Daniel Brands Björn Phau                      |
| 20 ottobre | Samsung Securities Cup 2008 Seul, Corea del Sud Cemento $125 000+H Singolare - Doppio                | Łukasz Kubot Oliver Marach 7–5, 4–6, [10–6]         | Sanchai Ratiwatana Sonchat Ratiwatana      | Danai Udomchoke Lu Yen-hsun              | Adrian Cruciat Rik De Voest Daniel Brands Björn Phau                      |
| 27 ottobre | Lambertz Open by STAWAG 2008 Aquisgrana, Germania Sintetico indoor €42 000+H Singolare - Doppio      | Evgenij Korolëv 7–6(5), 7–6(3)                      | Ruben Bemelmans                            | Jesse Huta Galung Andis Juška            | Philipp Petzschner Benedikt Dorsch Serhij Stachovs'kyj Niels Desein       |
| 27 ottobre | Lambertz Open by STAWAG 2008 Aquisgrana, Germania Sintetico indoor €42 000+H Singolare - Doppio      | Michael Kohlmann Alexander Waske 6–4, 6–4           | Travis Parrott Filip Polášek               | Jesse Huta Galung Andis Juška            | Philipp Petzschner Benedikt Dorsch Serhij Stachovs'kyj Niels Desein       |
| 27 ottobre | Busan Challenger 2008 Pusan, Corea del Sud Cemento $100 000+H Singolare - Doppio                     | Ivo Minář 6–1, 2–0 ritiro                           | Alex Bogomolov Jr.                         | Kevin Kim Björn Phau                     | Lu Yen-hsun Michael Berrer Gō Soeda Hyung-Taik Lee                        |
| 27 ottobre | Busan Challenger 2008 Pusan, Corea del Sud Cemento $100 000+H Singolare - Doppio                     | Rik De Voest Ashley Fisher 6–2, 2–6, [10–6]         | Johan Brunström Jean-Julien Rojer          | Kevin Kim Björn Phau                     | Lu Yen-hsun Michael Berrer Gō Soeda Hyung-Taik Lee                        |
| 27 ottobre | Cali Challenger 2008 Cali, Colombia Terra rossa $125 000+H Singolare - Doppio                        | Daniel Köllerer 6–4, 6–3                            | Paul Capdeville                            | Máximo González Martín Vassallo Argüello | Marcos Daniel Victor Crivoi Diego Junqueira Nicolás Massú                 |
| 27 ottobre | Cali Challenger 2008 Cali, Colombia Terra rossa $125 000+H Singolare - Doppio                        | Daniel Köllerer Boris Pašanski 6(4)–7, 6–4, [10–4]  | Diego Junqueira Peter Luczak               | Máximo González Martín Vassallo Argüello | Marcos Daniel Victor Crivoi Diego Junqueira Nicolás Massú                 |
| 27 ottobre | Louisville Tennis Championships 2008 Louisville, USA Cemento $50 000+H Singolare - Doppio            | Robert Kendrick 6–1, 6–1                            | Donald Young                               | Ilija Bozoljac Jesse Levine              | Vince Spadea Kevin Anderson Dušan Vemić Peter Polansky                    |
| 27 ottobre | Louisville Tennis Championships 2008 Louisville, USA Cemento $50 000+H Singolare - Doppio            | Prakash Amritraj Jesse Levine 6–3, 7–6(10)          | Frank Dancevic Dušan Vemić                 | Ilija Bozoljac Jesse Levine              | Vince Spadea Kevin Anderson Dušan Vemić Peter Polansky                    |

### Novembre
| Settimana   | Torneo | Vincitore                                              | Finalista                               | Semifinalisti                        | Eliminati ai quarti                                                 |
| ----------- | --- | ------------------------------------------------------ | --------------------------------------- | ------------------------------------ | ------------------------------------------------------------------- |
| 3 novembre  | President's Cup 2008 Astana, Kazakistan Cemento $75 000 Singolare - Doppio                                    | Andrej Golubev 1–6, 7–5, 6–3                           | Laurent Recouderc                       | Marsel İlhan Aleksandr Kudrjavcev    | Jun Woong-sun Konstantin Kravčuk Marco Chiudinelli George Bastl     |
| 3 novembre  | President's Cup 2008 Astana, Kazakistan Cemento $75 000 Singolare - Doppio                                    | Michail Elgin Aleksandr Kudrjavcev 6–4, 6(8)–7, [10–6] | George Bastl Marco Chiudinelli          | Marsel İlhan Aleksandr Kudrjavcev    | Jun Woong-sun Konstantin Kravčuk Marco Chiudinelli George Bastl     |
| 3 novembre  | Slovak Open 2008 Bratislava, Slovacchia Cemento indoor €106 000+H Singolare - Doppio                          | Jan Hernych 6–2, 6–4                                   | Stéphane Bohli                          | Marcel Granollers Chris Guccione     | Jiří Vaněk Serhij Stachovs'kyj Philipp Petzschner Alexander Peya    |
| 3 novembre  | Slovak Open 2008 Bratislava, Slovacchia Cemento indoor €106 000+H Singolare - Doppio                          | František Čermák Łukasz Kubot 6–4, 6–4                 | Philipp Petzschner Alexander Peya       | Marcel Granollers Chris Guccione     | Jiří Vaněk Serhij Stachovs'kyj Philipp Petzschner Alexander Peya    |
| 3 novembre  | Bauer Cup 2008 Eckental, Germania Sintetico indoor €35 000+H Singolare - Doppio                               | Denis Gremelmayr 6–2, 7–5                              | Roko Karanušić                          | Simon Greul Alexander Waske          | Farruch Dustov Daniel Brands Stefan Koubek Dieter Kindlmann         |
| 3 novembre  | Bauer Cup 2008 Eckental, Germania Sintetico indoor €35 000+H Singolare - Doppio                               | Yves Allegro Horia Tecău 6–3, 3–6, [10–7]              | James Auckland Marcio Torres            | Simon Greul Alexander Waske          | Farruch Dustov Daniel Brands Stefan Koubek Dieter Kindlmann         |
| 3 novembre  | Challenger Ciudad de Guayaquil 2008 Guayaquil, Ecuador Terra rossa $50 000+H Singolare - Doppio               | Sergio Roitman 7–6(5), 6–4                             | Brian Dabul                             | Rubén Ramírez Hidalgo Alberto Martín | Máximo González Wayne Odesnik João Souza Ricardo Hocevar            |
| 3 novembre  | Challenger Ciudad de Guayaquil 2008 Guayaquil, Ecuador Terra rossa $50 000+H Singolare - Doppio               | Sebastián Decoud Santiago Giraldo 6–4, 6–4             | Thiago Alves Ricardo Hocevar            | Rubén Ramírez Hidalgo Alberto Martín | Máximo González Wayne Odesnik João Souza Ricardo Hocevar            |
| 3 novembre  | Music City Challenger 2008 Nashville, USA Cemento $75 000 Singolare - Doppio                                  | Robert Kendrick 6–3, 7–5                               | Somdev Devvarman                        | Michael Russell Bobby Reynolds       | Kevin Anderson Scoville Jenkins Jesse Levine Kevin Kim              |
| 3 novembre  | Music City Challenger 2008 Nashville, USA Cemento $75 000 Singolare - Doppio                                  | Carsten Ball Travis Rettenmaier 6–4, 7–5               | Harsh Mankad Ashutosh Singh             | Michael Russell Bobby Reynolds       | Kevin Anderson Scoville Jenkins Jesse Levine Kevin Kim              |
| 3 novembre  | Men's Rimouski Challenger 2008 Rimouski, Canada Cemento $35 000+H Singolare - Doppio                          | Ryan Sweeting 6–4, 7–6(3)                              | Kristian Pless                          | Joshua Goodall Peter Polansky        | Gary Lugassy Alex Kuznetsov James Ward Todd Widom                   |
| 3 novembre  | Men's Rimouski Challenger 2008 Rimouski, Canada Cemento $35 000+H Singolare - Doppio                          | Vasek Pospisil Milos Raonic 5–7, 6–4, [10–6]           | Kristian Pless Michael Ryderstedt       | Joshua Goodall Peter Polansky        | Gary Lugassy Alex Kuznetsov James Ward Todd Widom                   |
| 10 novembre | JSM Challenger 2008 Champaign, USA Cemento $50 000+H Singolare - Doppio                                       | Kevin Anderson 6–3, 6–4                                | Kevin Kim                               | Wayne Odesnik Sam Warburg            | Carsten Ball Frank Dancevic Taylor Dent Ramón Delgado               |
| 10 novembre | JSM Challenger 2008 Champaign, USA Cemento $50 000+H Singolare - Doppio                                       | Rajeev Ram Bobby Reynolds 3–6, 6–3, [10–6]             | Olivier Charroin Nicolas Tourte         | Wayne Odesnik Sam Warburg            | Carsten Ball Frank Dancevic Taylor Dent Ramón Delgado               |
| 10 novembre | Dnipropetrovsk Challenger 2008 Dnipropetrovs'k, Ucraina Cemento indoor $125 000+H Singolare - Doppio          | Fabrice Santoro 6–2, 6–3                               | Victor Hănescu                          | Jan Hernych Stefan Koubek            | Karol Beck Serhij Stachovs'kyj Victor Crivoi Denis Istomin          |
| 10 novembre | Dnipropetrovsk Challenger 2008 Dnipropetrovs'k, Ucraina Cemento indoor $125 000+H Singolare - Doppio          | Guillermo Cañas Dmitrij Tursunov 6–3, 7–6(5)           | Łukasz Kubot Oliver Marach              | Jan Hernych Stefan Koubek            | Karol Beck Serhij Stachovs'kyj Victor Crivoi Denis Istomin          |
| 10 novembre | Jersey International Tennis Tournament 2008 Jersey, Gran Bretagna Cemento indoor €30 000+H Singolare - Doppio | Adrian Mannarino 7–6(4), 7–6(4)                        | Andreas Beck                            | Chris Guccione Tomáš Zíb             | Dominik Meffert Tomáš Cakl Joshua Goodall Tobias Kamke              |
| 10 novembre | Jersey International Tennis Tournament 2008 Jersey, Gran Bretagna Cemento indoor €30 000+H Singolare - Doppio | Colin Fleming Kenneth Skupski 6–3, 6–2                 | Chris Guccione Marcio Torres            | Chris Guccione Tomáš Zíb             | Dominik Meffert Tomáš Cakl Joshua Goodall Tobias Kamke              |
| 10 novembre | Seguros Bolivar Open Medellin 2008 Medellín, Colombia Terra rossa $35 000+H Singolare - Doppio                | Leonardo Mayer 6–4, 7–5                                | Sergio Roitman                          | João Souza Sebastián Decoud          | Santiago Giraldo Thiago Alves Frederico Gil Carlos Salamanca        |
| 10 novembre | Seguros Bolivar Open Medellin 2008 Medellín, Colombia Terra rossa $35 000+H Singolare - Doppio                | Juan Sebastián Cabal Alejandro Falla 3–4 rit.          | Juan Pablo Amado Víctor Estrella Burgos | João Souza Sebastián Decoud          | Santiago Giraldo Thiago Alves Frederico Gil Carlos Salamanca        |
| 17 novembre | IPP Open 2008 Helsinki, Finlandia Cemento indoor €106 000+H Singolare - Doppio                                | Dmitrij Tursunov 6–4, 6–3                              | Karol Beck                              | Igor' Kunicyn Jarkko Nieminen        | Tobias Kamke Jan Hernych Evgenij Donskoj Łukasz Kubot               |
| 17 novembre | IPP Open 2008 Helsinki, Finlandia Cemento indoor €106 000+H Singolare - Doppio                                | Łukasz Kubot Oliver Marach 6(2)–7, 7–6(7), [10–6]      | Eric Butorac Lovro Zovko                | Igor' Kunicyn Jarkko Nieminen        | Tobias Kamke Jan Hernych Evgenij Donskoj Łukasz Kubot               |
| 17 novembre | Knoxville Challenger 2008 Knoxville, USA Cemento indoor $50 000 Singolare - Doppio                            | Bobby Reynolds 6–4, 6–2                                | Luka Gregorc                            | Frank Dancevic Filip Krajinović      | Michael Russell Kevin Anderson Alex Kuznetsov Rajeev Ram            |
| 17 novembre | Knoxville Challenger 2008 Knoxville, USA Cemento indoor $50 000 Singolare - Doppio                            | Kevin Anderson GD Jones 3–6, 6–0, [10–7]               | Rajeev Ram Bobby Reynolds               | Frank Dancevic Filip Krajinović      | Michael Russell Kevin Anderson Alex Kuznetsov Rajeev Ram            |
| 17 novembre | Challenger Britania Zavaleta 2008 Puebla, Messico Cemento $35 000+H Singolare - Doppio                        | Michael Lammer 6–2, 3–6, 6–4                           | Rainer Eitzinger                        | Riccardo Ghedin Grega Žemlja         | Blaž Kavčič Claudio Grassi Horacio Zeballos Santiago González       |
| 17 novembre | Challenger Britania Zavaleta 2008 Puebla, Messico Cemento $35 000+H Singolare - Doppio                        | Nick Monroe Eric Nunez 4–6, 6–3, [10–6]                | Daniel Garza Santiago González          | Riccardo Ghedin Grega Žemlja         | Blaž Kavčič Claudio Grassi Horacio Zeballos Santiago González       |
| 17 novembre | Keio Challenger International Tennis Tournament 2008 Yokohama, Giappone Cemento $35 000+H Singolare - Doppio  | Hyung-Taik Lee 7–5, 6–3                                | Gō Soeda                                | Frederik Nielsen Samuel Groth        | Martin Slanar Julian Reister Yūichi Sugita Aisam-ul-Haq Qureshi     |
| 17 novembre | Keio Challenger International Tennis Tournament 2008 Yokohama, Giappone Cemento $35 000+H Singolare - Doppio  | Tomáš Cakl Marek Semjan 6–3, 7–6(1)                    | Brendan Evans Martin Slanar             | Frederik Nielsen Samuel Groth        | Martin Slanar Julian Reister Yūichi Sugita Aisam-ul-Haq Qureshi     |
| 24 novembre | Abierto Internacional Ciudad de Cancun 2008 Cancún, Messico Terra verde $35 000+H Singolare - Doppio          | Grega Žemlja 6–2, 6–1                                  | Martín Alund                            | Fernando Vicente Rui Machado         | Rainer Eitzinger Frederico Gil Kevin Kim Brian Dabul                |
| 24 novembre | Abierto Internacional Ciudad de Cancun 2008 Cancún, Messico Terra verde $35 000+H Singolare - Doppio          | Łukasz Kubot Oliver Marach 6–1, 6–2                    | Lee Hsin-han Yang Tsung-hua             | Fernando Vicente Rui Machado         | Rainer Eitzinger Frederico Gil Kevin Kim Brian Dabul                |
| 24 novembre | Lima Challenger 2008 Lima, Perù Terra rossa $50 000 Singolare - Doppio                                        | Martín Vassallo Argüello 6–2, 4–6, 6–4                 | Sergio Roitman                          | Carlos Poch Gradin Luis Horna        | Diego Junqueira Leonardo Mayer Mariano Puerta Juan Martín Aranguren |
| 24 novembre | Lima Challenger 2008 Lima, Perù Terra rossa $50 000 Singolare - Doppio                                        | Luis Horna Sebastián Prieto 6–3, 6–3                   | Ramón Delgado Júlio Silva               | Carlos Poch Gradin Luis Horna        | Diego Junqueira Leonardo Mayer Mariano Puerta Juan Martín Aranguren |
| 24 novembre | Toyota Challenger 2008 Toyota, Giappone Sintetico indoor $35 000+H Singolare - Doppio                         | Gō Soeda 6–2, 7–6(7)                                   | Hyung-Taik Lee                          | Takao Suzuki Sébastien de Chaunac    | Tatsuma Itō Kyu-Tae Im Danai Udomchoke Brendan Evans                |
| 24 novembre | Toyota Challenger 2008 Toyota, Giappone Sintetico indoor $35 000+H Singolare - Doppio                         | Frederik Nielsen Aisam-ul-Haq Qureshi 7–5, 6–3         | Ti Chen Grzegorz Panfil                 | Takao Suzuki Sébastien de Chaunac    | Tatsuma Itō Kyu-Tae Im Danai Udomchoke Brendan Evans                |

### Dicembre
Nessun evento